# Internationale Luft- und Raumfahrtausstellung Berlin

ILA-Logo seit 2010

Die Internationale Luft- und Raumfahrtausstellung ILA (ILA Berlin) in Brandenburg ist die bedeutendste Fachmesse der Luft- und Raumfahrtindustrie in Deutschland und zählt neben dem Pariser Aerosalon und der Farnborough Air Show in England zu den großen und wichtigen Luft- und Raumfahrtmessen der Welt. Sie findet seit 1912 zumeist im geradzahligen Zweijahreszyklus statt. Die für Mai 2020 geplante ILA musste aufgrund der globalen COVID-19-Pandemie abgesagt werden. Unter dem Titel „ILA Goes Digital“ konnte die Messe jedoch als reine Online-Veranstaltung stattfinden. Damit war sie die weltweit erste digitale Luft- und Raumfahrtmesse, an der nach Betreiberangaben insgesamt 120 Aussteller und 30.000 Besucher teilnahmen.
Veranstalter der ILA sind der Bundesverband der Deutschen Luft- und Raumfahrtindustrie e. V. (BDLI) und die Messe Berlin GmbH, Markeninhaber ist dabei der BDLI.
Bis 2010 fand die ILA auf dem Südgelände des Flughafens Berlin-Schönefeld statt, seit 2012 wird sie auf dem Berlin-ExpoCenter-Airport-Areal im Schönefelder Ortsteil Selchow, südöstlich von Berlin, am Westrand des Flughafens Berlin Brandenburg ausgetragen.

## Vorgeschichte

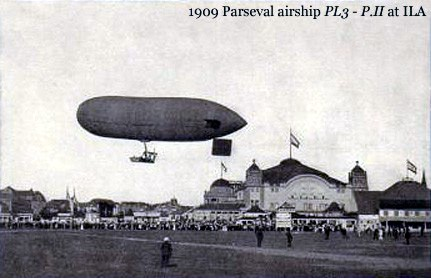
Internationale Luftschiffahrt-Ausstellung Frankfurt 1909 mit Parseval-Luftschiff PL3

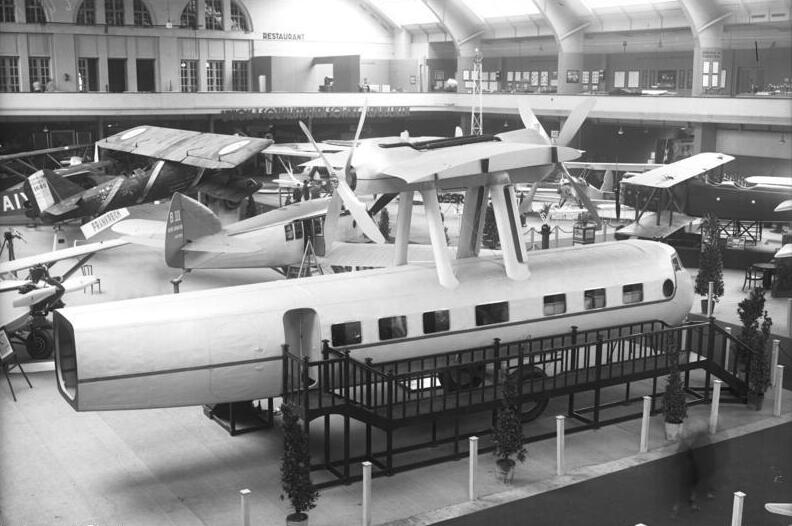
Internationale Luftfahrtausstellung Berlin 1928 mit Farman-Flugzeug

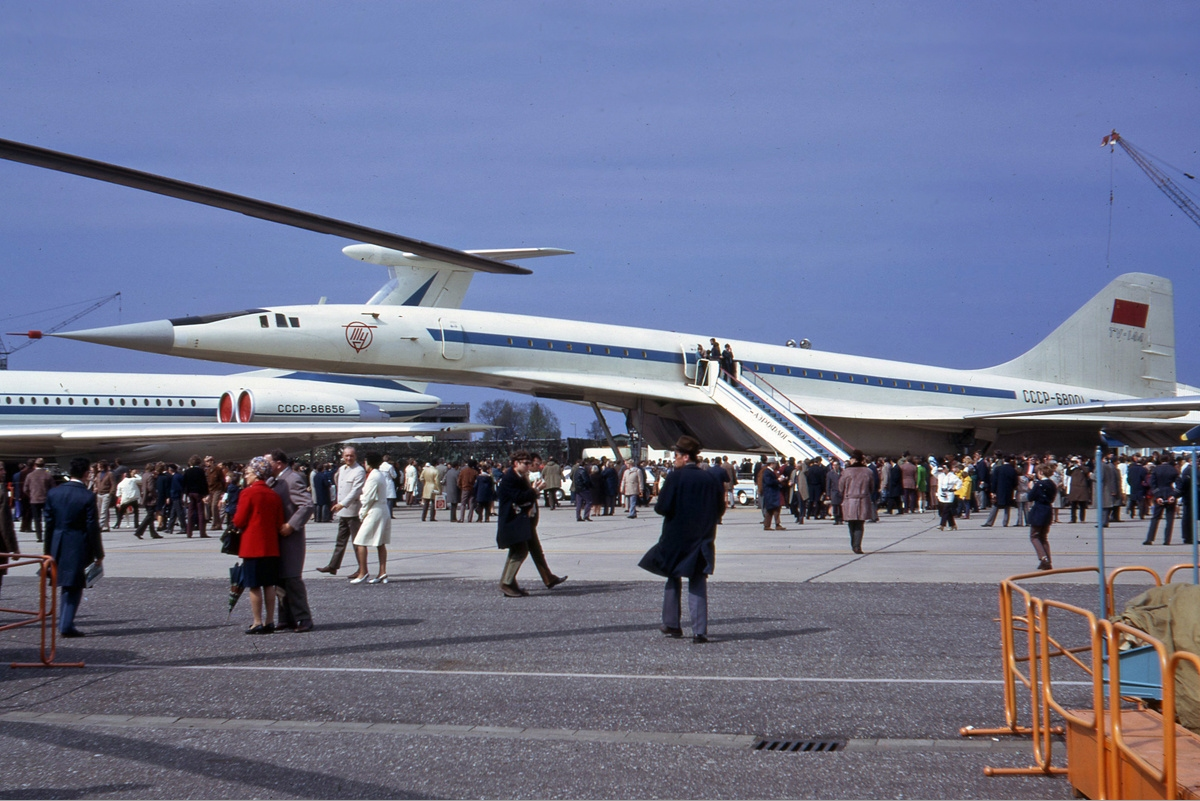
Deutsche Luftfahrtschau Hannover 1972 mit Tupolew Tu-144

### Frankfurt 1909
Die Geschichte der ILA beginnt mit der Internationalen Luftschiffahrt-Ausstellung vom 10. Juli bis 17. Oktober 1909 in Frankfurt am Main. 500 Aussteller zeigten Luftschiffe, Ballone und Flugzeuge. Im Veranstaltungszeitraum kamen 1,5 Millionen Besucher. Zu den Luftschiffausstellern gehörten Zeppelin, Parseval, Franz Clouth und Hermann Ruthenberg.
Im Anschluss an die erste ILA schlossen sich im April 1910 auf Anregung des Flugzeugkonstrukteurs August Euler zahlreiche Flugvereine zum Deutschen Flieger-Bund zusammen. Kurz darauf wurde in Frankfurt am Main der Verband der deutschen Flugzeugindustriellen gegründet. Damit war die direkte Verbindung zwischen der ILA und dem späteren Bundesverband der Deutschen Luft- und Raumfahrtindustrie e. V. (BDLI) hergestellt, die seitdem besteht.

### Berlin 1912, 1928 und 1932
Aufgrund des großen Erfolges fand fast drei Jahre später, 3.–14. April 1912, die Allgemeine Luftfahrzeug-Ausstellung (ALA) in den Ausstellungshallen am Zoo in Berlin statt. Hier überwogen bereits die Flugzeuge gegenüber den Luftschiffen. Der Erste Weltkrieg setzte den Luftfahrtausstellungen einstweilen ein Ende.
Erst zehn Jahre nach Kriegsende, 7.–28. Oktober 1928, fand in Berlin wieder eine Internationale Luftfahrtausstellung in den Messehallen am Berliner Funkturm statt. Etwa 150 Flugzeuge aus 19 Ländern wurden ausgestellt. Höhepunkt bildete ein Sternflug von 40 Flugzeugen nach Tempelhof, den nur 21 Piloten erfolgreich beendeten. Vom 1. bis 23. Oktober 1932 fand in den Messehallen am Funkturm die Deutsche Luftsport-Ausstellung (DELA) statt.

### Hannover 1957 bis 1990
Die Bundesrepublik Deutschland erlangte 1955 mit den Pariser Verträgen fast vollständige Souveränität einschließlich der Lufthoheit, so dass auch wieder Luftfahrtausstellungen veranstaltet werden konnten. Im Jahr 1957 gab es im Rahmen der Industriemesse Hannover auf dem Flughafen Hannover-Langenhagen die Internationale Reiseflugzeugschau. 1958 wurde die Ausstellung in größerem Umfang als Deutsche Luftfahrtschau wiederholt. 1959 wurde sie eigenständig und fand ab 1960 alle zwei Jahre statt.
Die Veranstaltung erhielt aufgrund der immer stärker werdenden internationalen Ausrichtung 1978 (zum 50-jährigen Jubiläum der Ausstellung von 1928) den Namen Internationale Luftfahrtausstellung und das seit 1909 verwendete traditionsreichen Kürzel ILA.
Im Laufe der 1980er-Jahre ergaben sich zunehmend Platzprobleme. Der Flughafen expandierte und der reguläre Flugbetrieb durfte nicht gestört werden. Trotz steigender Teilnehmer- und Besucherzahlen mussten die Ausstellungsflächen daher verkleinert werden. Die Organisatoren entschlossen sich aus diesem Grund, die Veranstaltung nach Berlin zu verlegen, so dass die ILA 1990 zum letzten Mal in Hannover stattfand.
Während der Schau in Hannover trat regelmäßig die Kunstflugstaffel der Royal Air Force (Red Arrows) auf; am 3. Mai 1978, 25. April 1980, 22. Mai 1982, 25. Mai 1984 und zum letzten Mal am 13. Juni 1986.

## Ausstellungen auf dem Südgelände des Schönefelder Flughafens

ILA-Logo bis 2008

### 1992
Nach dem Mauerfall und der deutschen Wiedervereinigung ergab sich die Chance, die ILA wieder in Berlin durchzuführen. So kehrte nach 64 Jahren die ILA 1992 mit neuem Konzept zurück. Der BDLI und die Messe Berlin präsentierten das Ereignis als Drehkreuz zwischen Ost und West auf dem Südgelände des Flughafens Berlin-Schönefeld vom 15. bis zum 21. Juni.
Neuheiten waren der Airbus A340-200 sowie die russischen Passagierflugzeuge Il-114 und Jak-42F. Polen war mit mehreren Versionen des Hubschraubers W-3 „Sokół“ vertreten. Auch militärisches Fluggerät aus insgesamt 18 europäischen Luftwaffen war ausgestellt. Erstmals wurde im Osten Deutschlands ein AWACS-Flugzeug E-3 „Sentry“ gezeigt. Die MiG-29 absolvierte Flugvorführungen, die MiG-31 wurde nur am Boden vorgestellt. Für Kontroversen sorgte die Präsentation der Attrappe des Eurofighters.
Erstmals seit 1909 und 1928 wurde auf 1200 m² eine Ausstellung historischen Luftfahrtgeräts präsentiert. Vertreten waren u. a. der Raketenjäger Me 163 und das Segelflugzeug Grunau Baby IIb. Flugvorführungen erfolgten mit dem Nachbau eines Fokker-Dreideckers, mit dem STOL-Flugzeug LF1 „Zaunkönig“ und mit dem spanischen Lizenzbau einer Bf 109.

### 1994
Die ILA 1994 fand vom 28. Mai bis 5. Juni statt. 422 Aussteller aus 30 Ländern präsentierten 251 Fluggeräte, 140.000 Zuschauer besuchten die Messe. Erstmals gezeigt wurde das ukrainische Propfantriebwerk D-27 an einem fliegenden Testträger Il-76. Das russische Höhenflugzeug M-55 „Geofisika“ war ebenso ausgestellt wie die beiden Verkehrsflugzeuge Jak-142 und Tu-204 sowie die Feuerlöschversion des Hubschraubers Mi-14. Suchoi präsentierte seine Kampfflugzeuge Su-30MK und Su-35 im Flugprogramm.
Die Lufthansa nutzte den Veranstaltungsrahmen, um ihr neues Konzept, zusammen mit United Airlines Gemeinschaftsflüge ab dem 1. Juni 1994 in über 400 Zielorte in 90 Ländern aufzunehmen, anzukündigen. Aus diesem Grund erfolgte der Überflug eines Dreiergespanns, bestehend aus A320, A321 und der Ju-52-Traditionsmaschine der Gesellschaft. Ebenfalls im Rahmen der ILA wurden in einem Festakt am 31. Mai im Entwicklungs- und Montagezentrum der BMW- und Rolls-Royce GmbH in Dahlewitz zwei Triebwerksprüfstände in Betrieb genommen.
Ein Zwischenfall ereignete sich am 31. Mai, als eine französische Mirage 2000 beim Showprogramm einen ILS-Mast streifte. Das beschädigte Flugzeug konnte jedoch vom Piloten sicher gelandet werden.

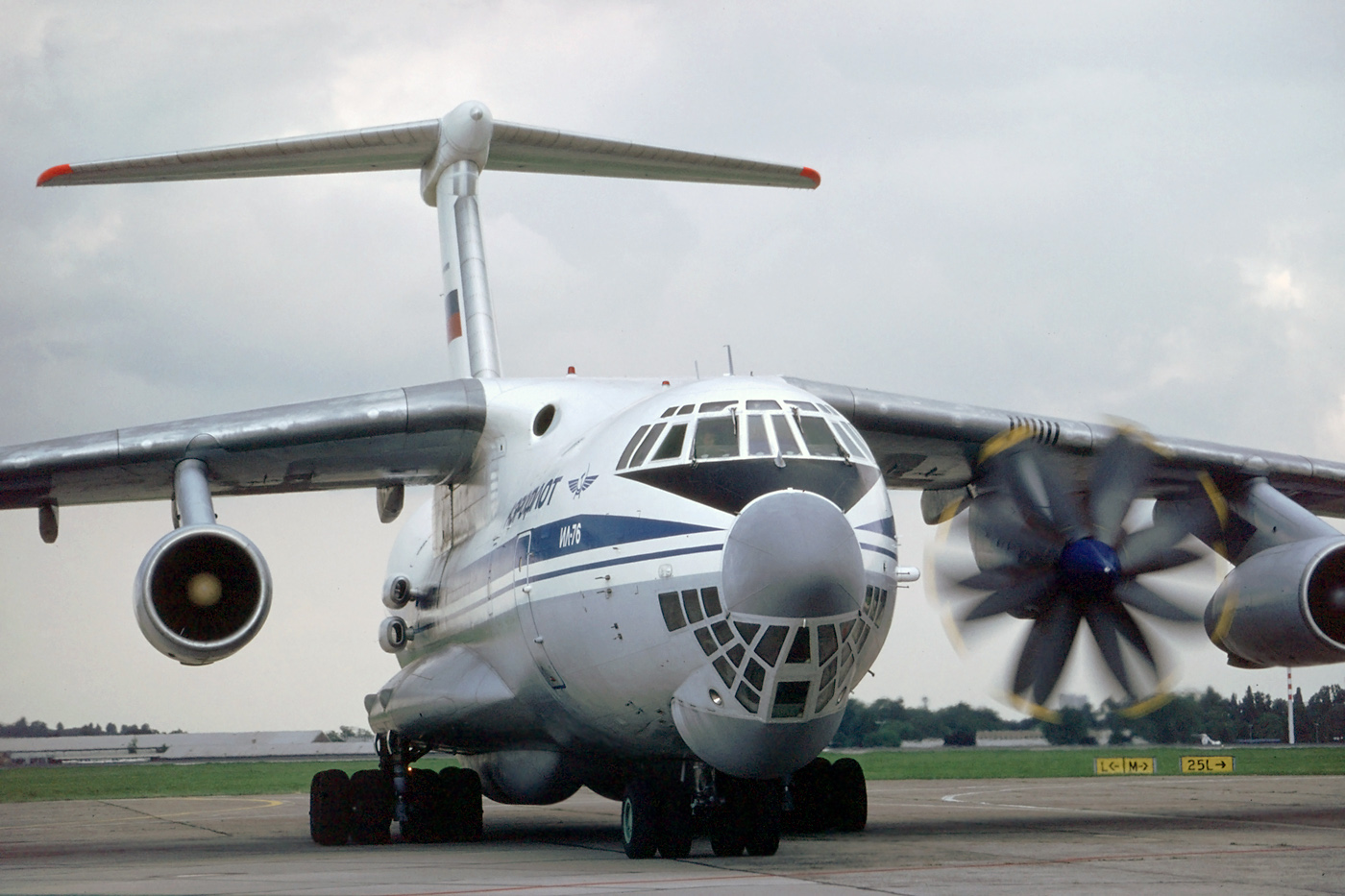
Erprobungsträger Il-76LL für das PTL-Triebwerk D-236T auf der ILA 1994

### 1996
Die ILA 1996 fand vom 13. bis 19. Mai statt und wurde von 216.500 Menschen besucht. Auf dem 120.000 m² großen Gelände waren 578 Aussteller aus 30 Ländern vertreten. Die Veranstaltung stand im Zeichen des 100. Todestages des Flugpioniers Otto Lilienthal, auf den durch eine Ausstellung der Gesellschaft zur Bewahrung von Stätten deutscher Luftfahrtgeschichte aufmerksam gemacht wurde. 266 Flugzeuge und Hubschrauber nahmen an Flugvorführungen teil.
Zu sehen waren unter anderem der russische Strahltrainer MiG-AT, die schwere Transportflugzeuge Il-76, An-124 und A300-600ST „Beluga“. Der Eurocopter Tiger, ein deutsch-französischer Kampfhubschrauber der neuesten Generation, wurde ebenso vorgestellt wie die zivilen Drehflügler EC 120 und EC 135. Der Airbus A319 hatte seine Messepremiere, ebenso das Kunstflugzeug Extra 200 und das Geschäftsreiseflugzeug Extra 400. Weitere Exponate waren die Regionalflugzeuge Do 328 und Falcon 2000. Auch die Bundeswehr war präsent und führte den EF-2000 im Flug vor. Russland präsentierte die Kampfflugzeuge Su-30, Su-35 und MiG-29. 16 % der Demonstrationsflüge wurde durch militärisches Fluggerät absolviert.

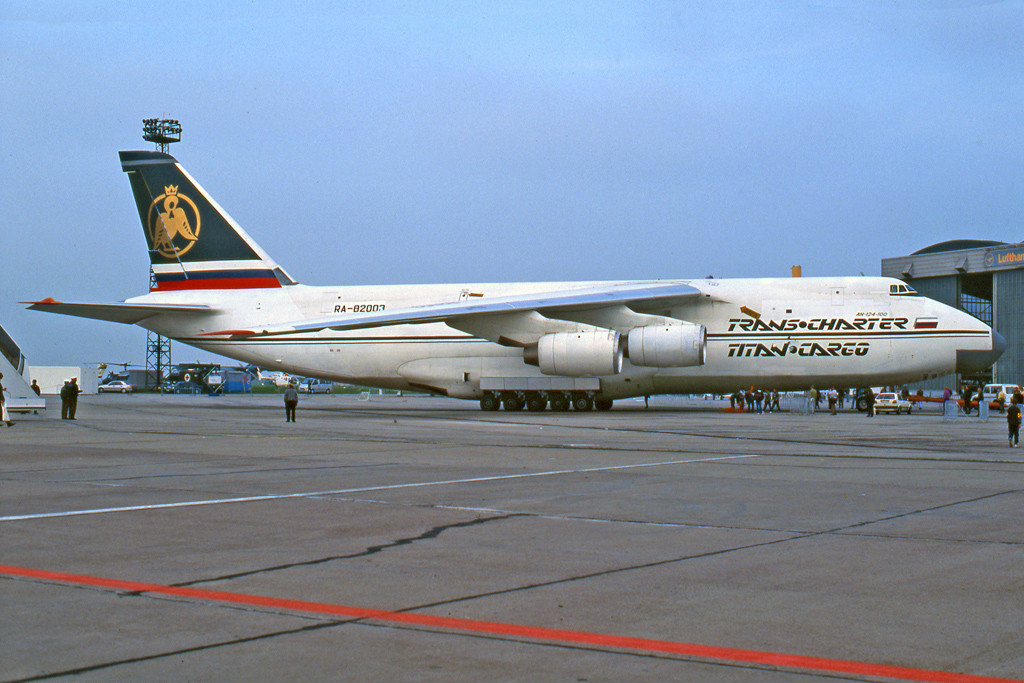
An-124 auf der ILA 1996
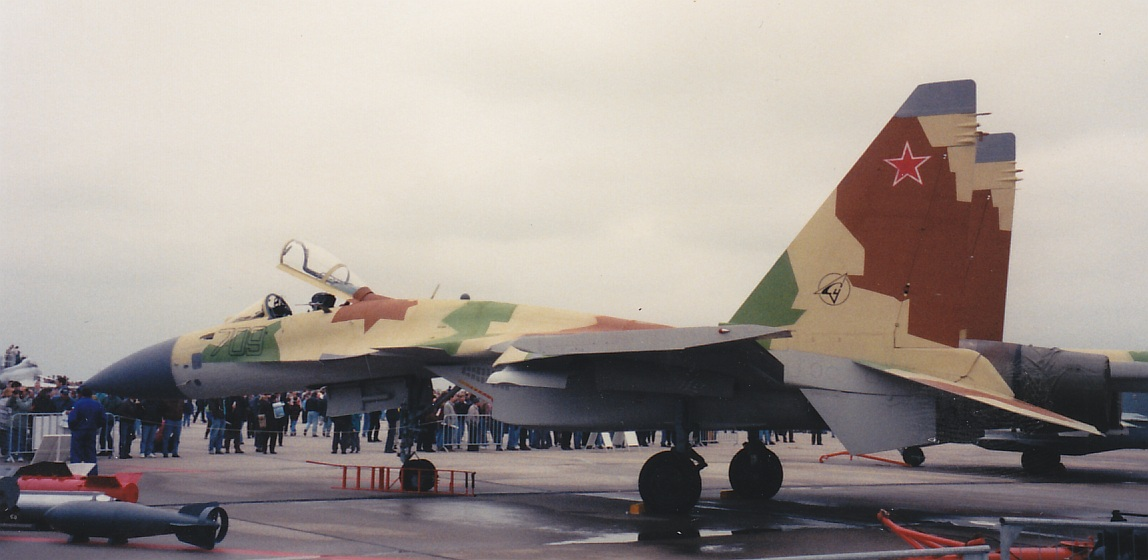
Su-35 auf der ILA 1996
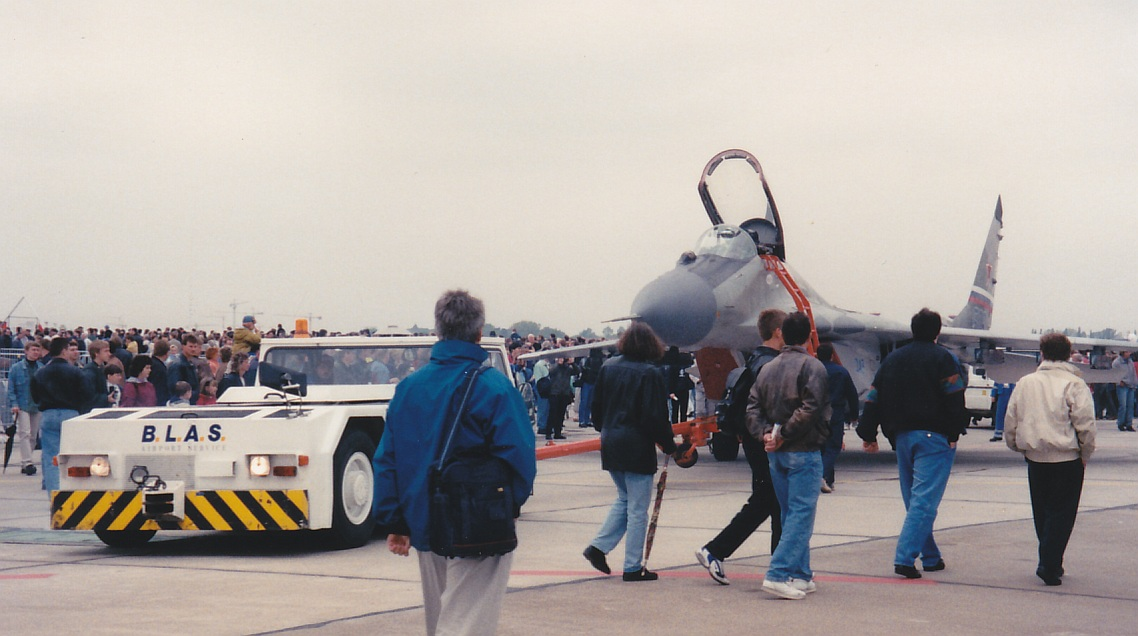
MiG-29 auf der ILA 1996

### 1998
Die ILA 1998 fand vom 18. bis 24. Mai statt und stand unter dem Zeichen des 50. Jahrestages der Berliner Luftbrücke. Erstmals wurde die ILA offiziell von einem Staatsoberhaupt, Bundespräsident Roman Herzog, eröffnet. Knapp 227.000 Menschen besuchten die Veranstaltung, auf der 825 Aussteller aus 32 Ländern vertreten waren. Es waren nicht nur Neuheiten zu sehen, sondern auch viele Oldtimer wie die B-17 „Pink Lady“ und C-54 „The Spirit of Freedom“. Eine Woche zuvor wurde eine C-17 Globemaster III vom US-Präsidenten Bill Clinton auf den Namen „Spirit of Berlin“ getauft und flog zur ILA ihre Runden über dem Platz. Erstmals war der amerikanische Flugzeugbauer Boeing auf der Messe vertreten und präsentierte neben einem Modell die Kabinenattrappe des Verkehrsflugzeuges B 717-100. Erstmals wurde der Transporter An-70 außerhalb der GUS-Staaten gezeigt. Weitere Neuheiten waren die Il-76MF, der Airbus A330-200 und die Do 328JET. Vorgeflogene militärische Fluggeräte waren unter anderem die Su-37, der
Eurofighter sowie der Kampfhubschrauber Eurocopter Tiger. Die kampfwertgesteigerte russische MiG-29SMT wurde nur am Boden präsentiert, ebenso die Attrappe des Kipprotorflugzeuges Bell 609.
Einen fliegerischen Höhepunkt bildete am 23. Mai der Vorbeiflug der bis dahin größten An-2-Formation über Deutschland. Acht dieser Doppeldecker nahmen an dem Gruppenflug teil.

### 2000
Die ILA 2000 fand vom 6. bis 12. Juni statt. Vorgeführt wurde u. a. die F-117A Nighthawk der US-Luftwaffe. Zum ersten Mal seit dem Flugtagunglück von Ramstein 1988 trat im Jahr 2000 wieder eine militärische Kunstflugstaffel, die Patrouille de France, unter strengsten Sicherheitsauflagen auf der ILA auf.

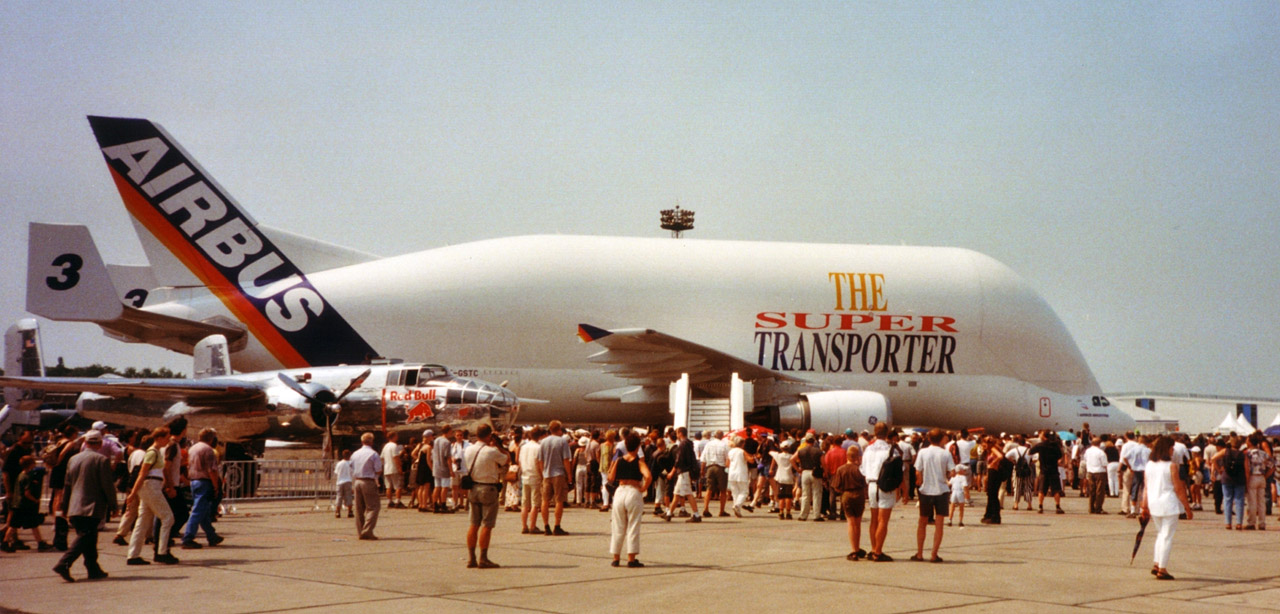
A300-600ST „Beluga“ auf der ILA 2000
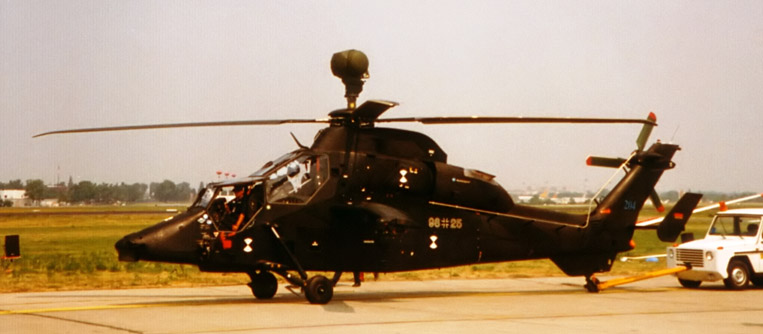
Eurocopter Tiger auf der ILA 2000

### 2002
Die ILA 2002 fand vom 6. bis 12. Mai statt. Airbus präsentierte zwei Neuheiten, die A318 und A340-600. Des Weiteren war auch der Airbus Beluga mit seiner großen Bugklappe vertreten. Russland stellte das Amphibienflugzeug Berijew Be-200 vor.
2002 war die Patrouille Suisse als Gast auf der ILA.

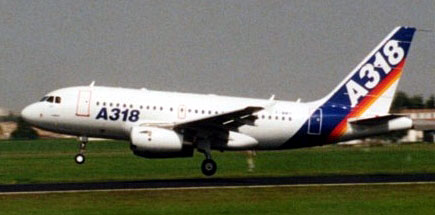
A318 auf der ILA 2002
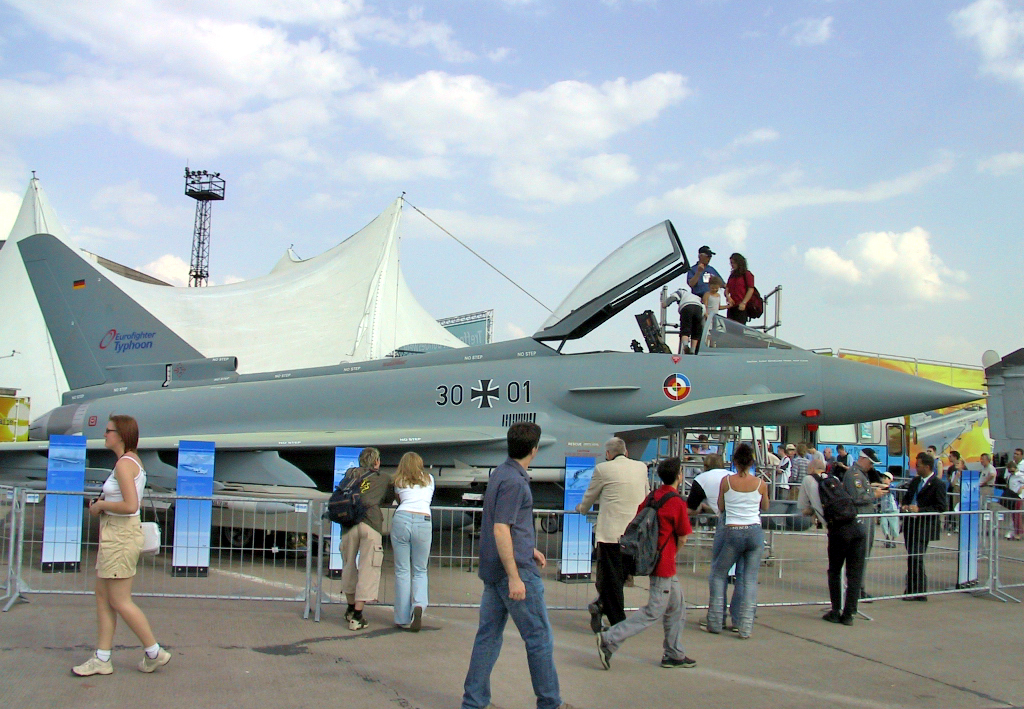
Eurofighter auf der ILA 2002
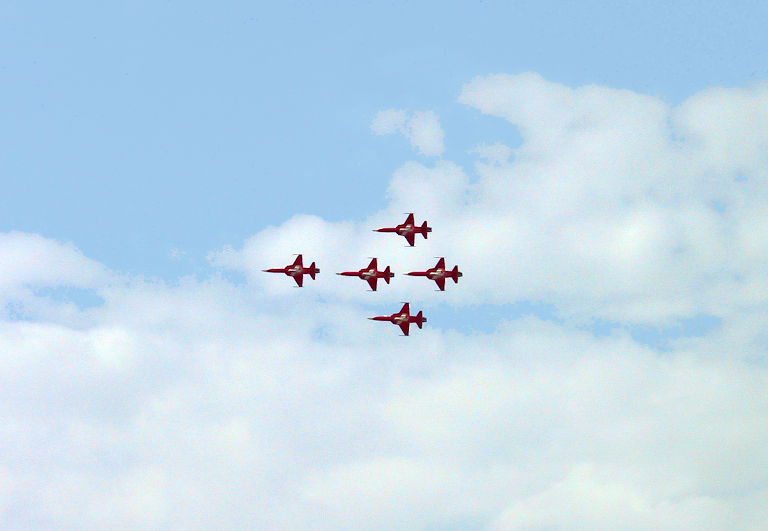
Patrouille Suisse während der ILA 2002

### 2004
Die ILA 2004 fand vom 10. bis zum 16. Mai statt und zählte rund 200.000 Besucher. Gezeigt wurden u. a. Airbus A340-600, Transportflugzeug Airbus Beluga, Lockheed Super Constellation, einer der ersten Eurofighter EF2000 der Bundeswehr, Boeing E-3 (AWACS), erste Serienmaschine des Eurocopter NH90 und erstes Tankflugzeug Airbus A 310 MRTT der Luftwaffe.

### 2006
Auf der ILA 2006 vom 16. bis 21. Mai war erstmals der Airbus A380 zu sehen. Es war auch die Premiere eines neuen Modells der Iljuschin 76 (Il-76TD-90WD), der MiG-29 M-OWT, der B-1B Lancer, dem SPn Utility Jet (einem Kunststoff-Flugzeug) und einem Nachbau der Messerschmitt Me 262 sowie einer Original-Oberstufe der Ariane-5-Rakete.
Neu war die Kürzung der Messe um einen Tag. Dennoch endete die Berlin Air Show ILA 2006 mit einem Besucherrekord; mehr als 250.000 Besucher wurden registriert, darunter 115.000 Fachbesucher. 1.014 Aussteller aus 42 Ländern präsentierten sechs Tage lang Produkte, Systeme und Verfahren aus allen Bereichen der Aerospace-Industrie. 340 Fluggeräte waren sowohl am Boden als auch in der Luft zu sehen.

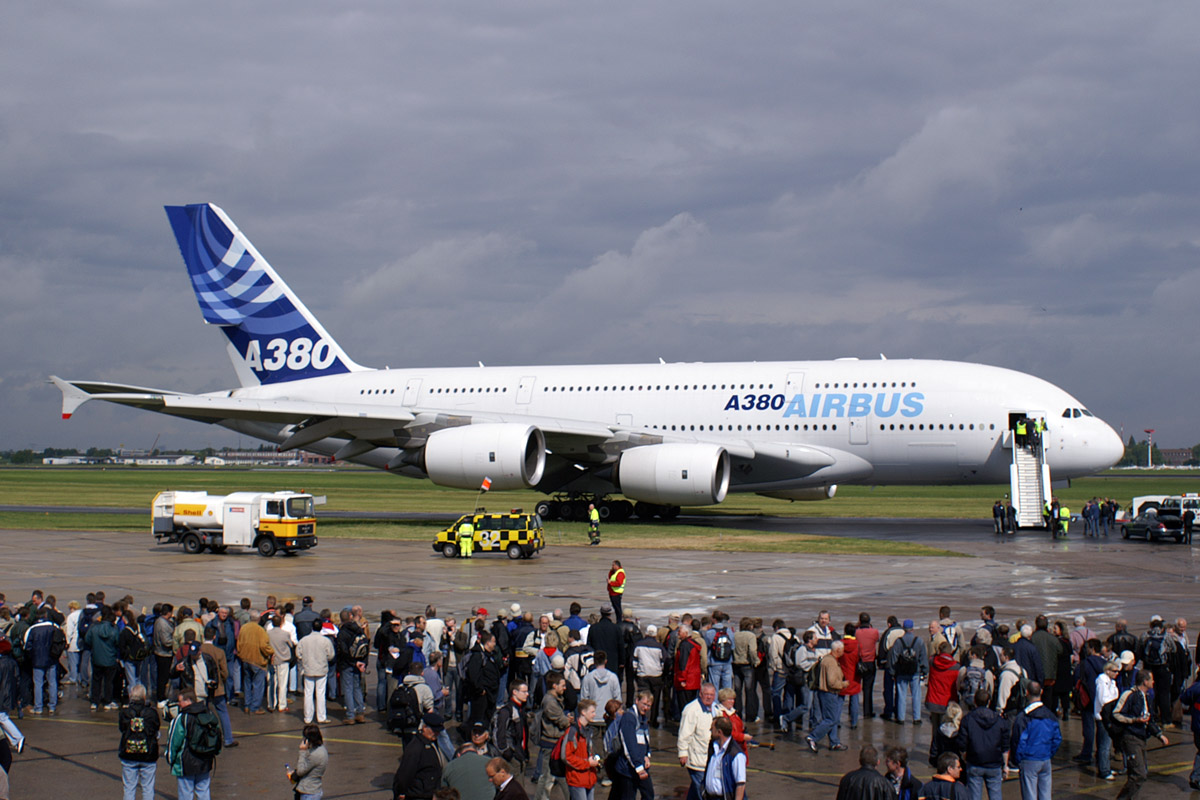
Airbus A380 auf der ILA 2006
Patrouille Suisse auf der ILA 2006
MiG-29 M-OWT auf der ILA 2006
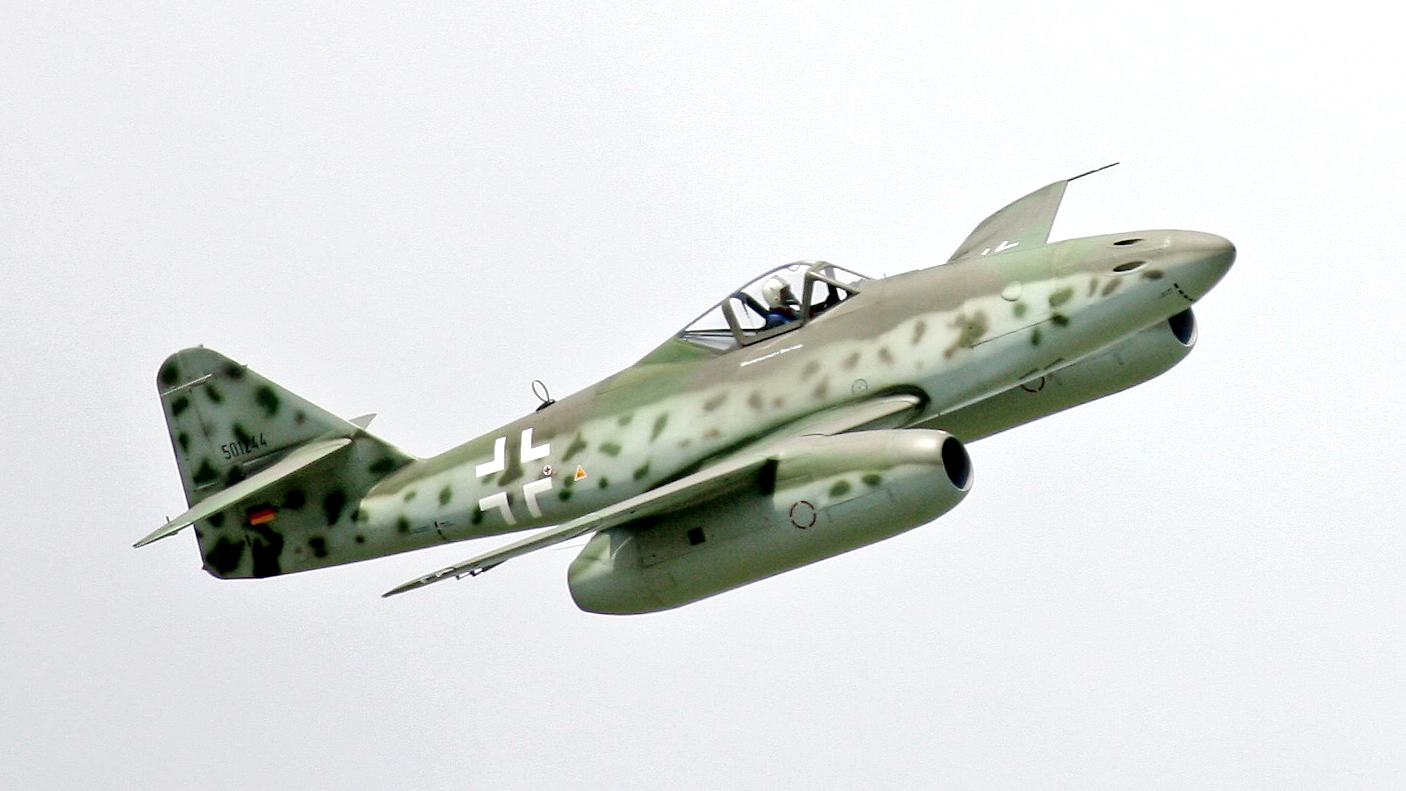
Nachbau einer Me 262 im Flug ILA 2006

### 2008
Die ILA 2008 fand vom 27. Mai bis 1. Juni 2008 auf dem Südgelände des Flughafens Berlin-Schönefeld, dem zukünftigen Flughafen Berlin Brandenburg, statt. Als einer der Besucherparkplätze diente der östlich der A 113 gelegene Teil der alten Nordstartbahn des Flughafens, die im Zuge des Baus des BBI geschlossen worden war. Am Eröffnungstag kam es zu einem Flugunfall, bei dem eine Messerschmitt Bf 109 im Landeanflug nach einer Flugschau von der Landebahn abkam und in einen Grünstreifen rutschte. Zum ersten Mal war eine Lockheed C-5 Galaxy zu Gast, und eine Rockwell B-1B Lancer wurde auch in der Luft gezeigt. Im Jahr 2008 besuchten über 241.000 Menschen die ILA. Außerdem wurden Geschäfte im Wert von über 5 Milliarden Euro abgeschlossen.

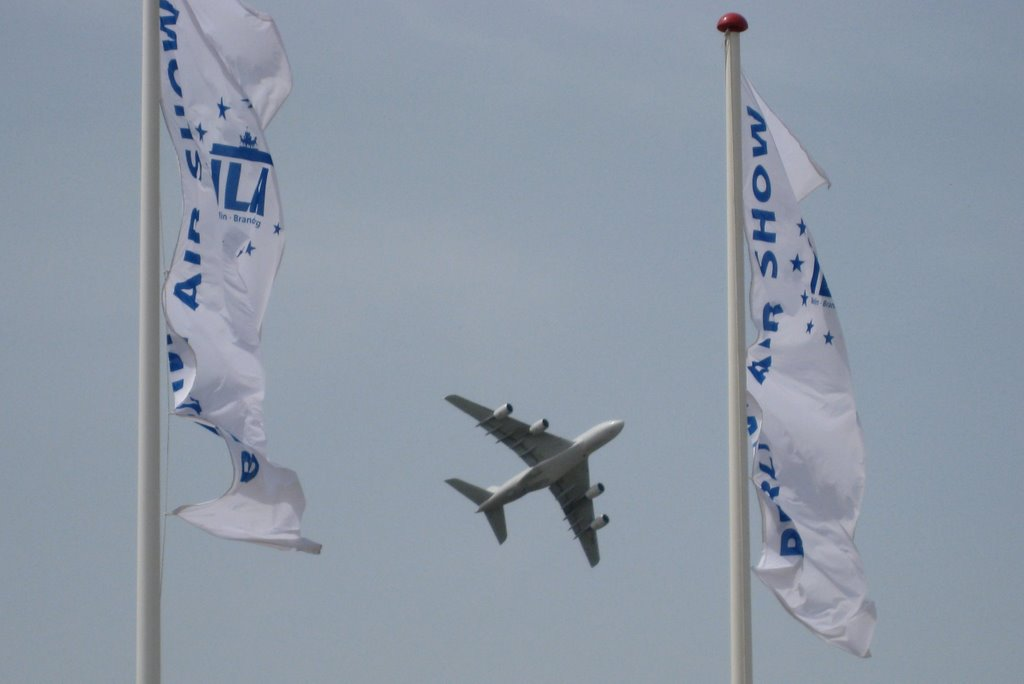
A380 während der ILA 2008
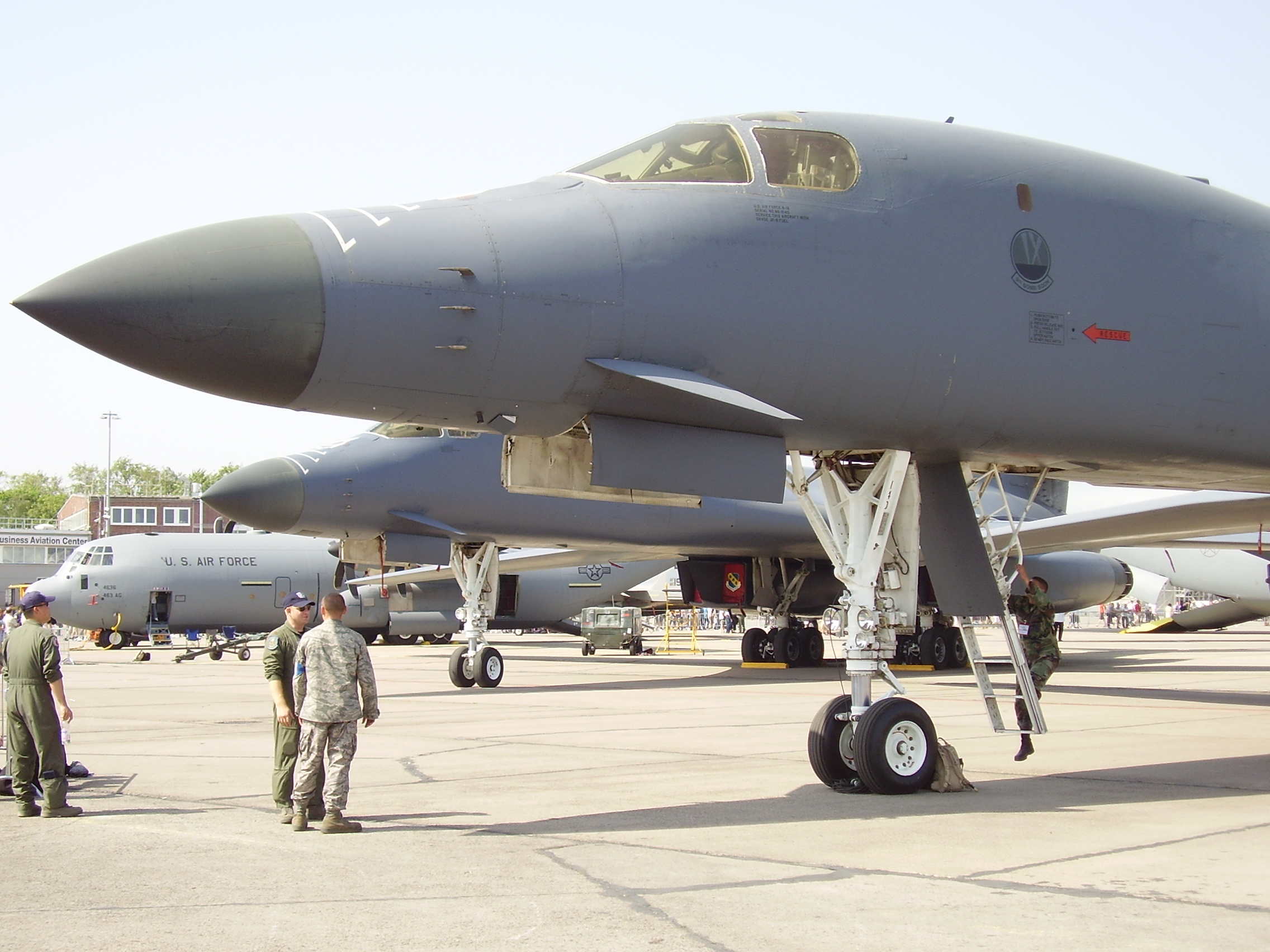
Rockwell B-1B Lancer auf der ILA 2008
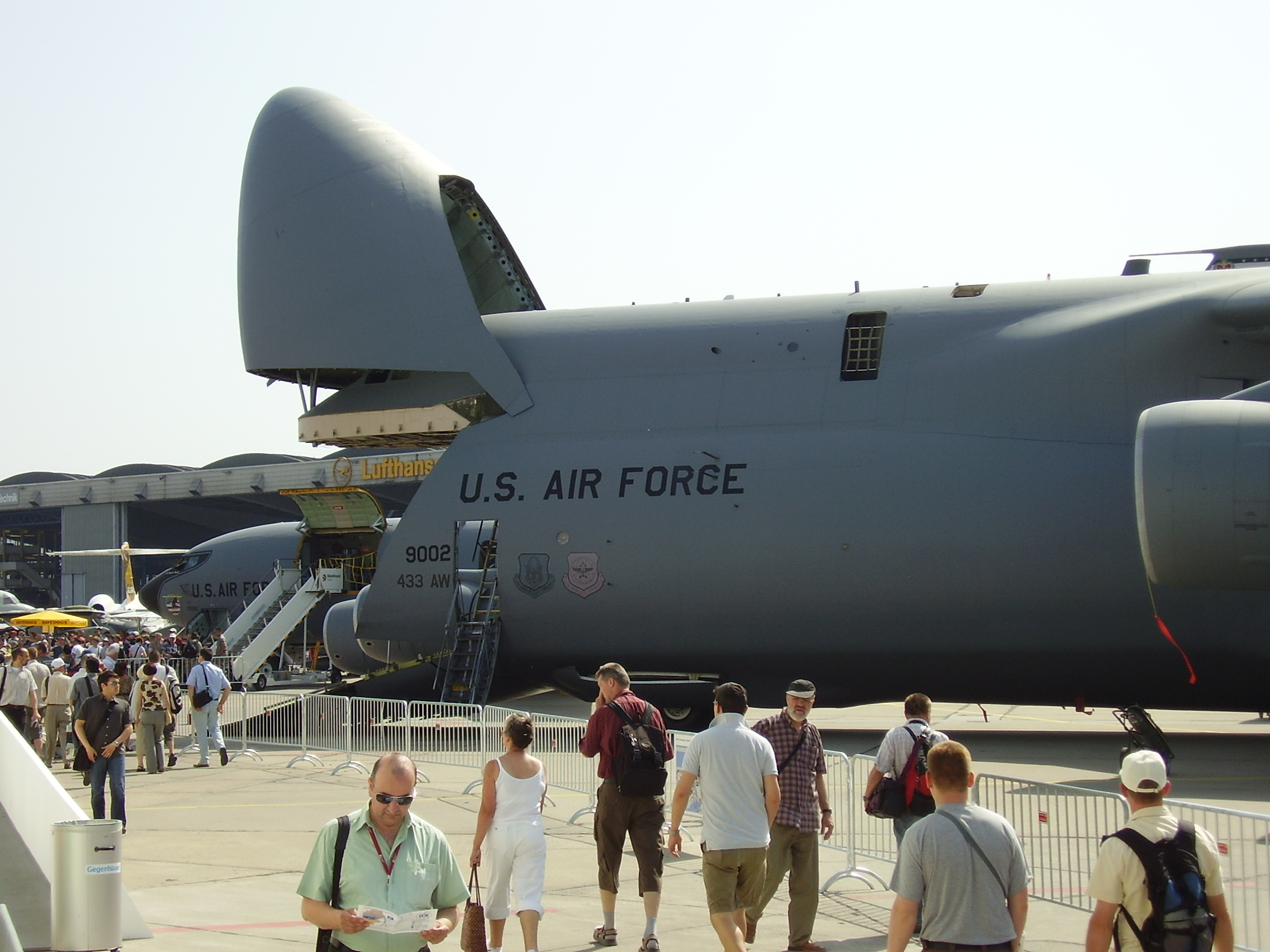
Lockheed C-5 Galaxy auf der ILA 2008

### 2010
Auf der ILA 2010 vom 8. bis 13. Juni 2010 war die Bundeswehr auf dem Gelände des Flughafens Berlin-Schönefeld der größte Einzelaussteller mit circa 40 teilnehmenden Flugzeugen, sie führte wie auch schon in vorhergehenden Jahren eine Rollendemonstration vor. Erstmals waren der Airbus A400M, Boeing B-52 und die Dornier 228NG auf einer Luftfahrtschau zu sehen. Wie auch schon 2006 und 2008 wurde die A380 gezeigt. Gezeigt wurde eine A380 des EADS-Konzerns sowie jeweils eine von Lufthansa und Emirates. Die A400M sowie die beiden A380 der Fluggesellschaften wurden nur zu den Fachbesuchertagen gezeigt. Des Weiteren konnte der EADS-Konzern Vertragsabschlüsse im Wert von ca. 15,3 Milliarden US-Dollar verbuchen.

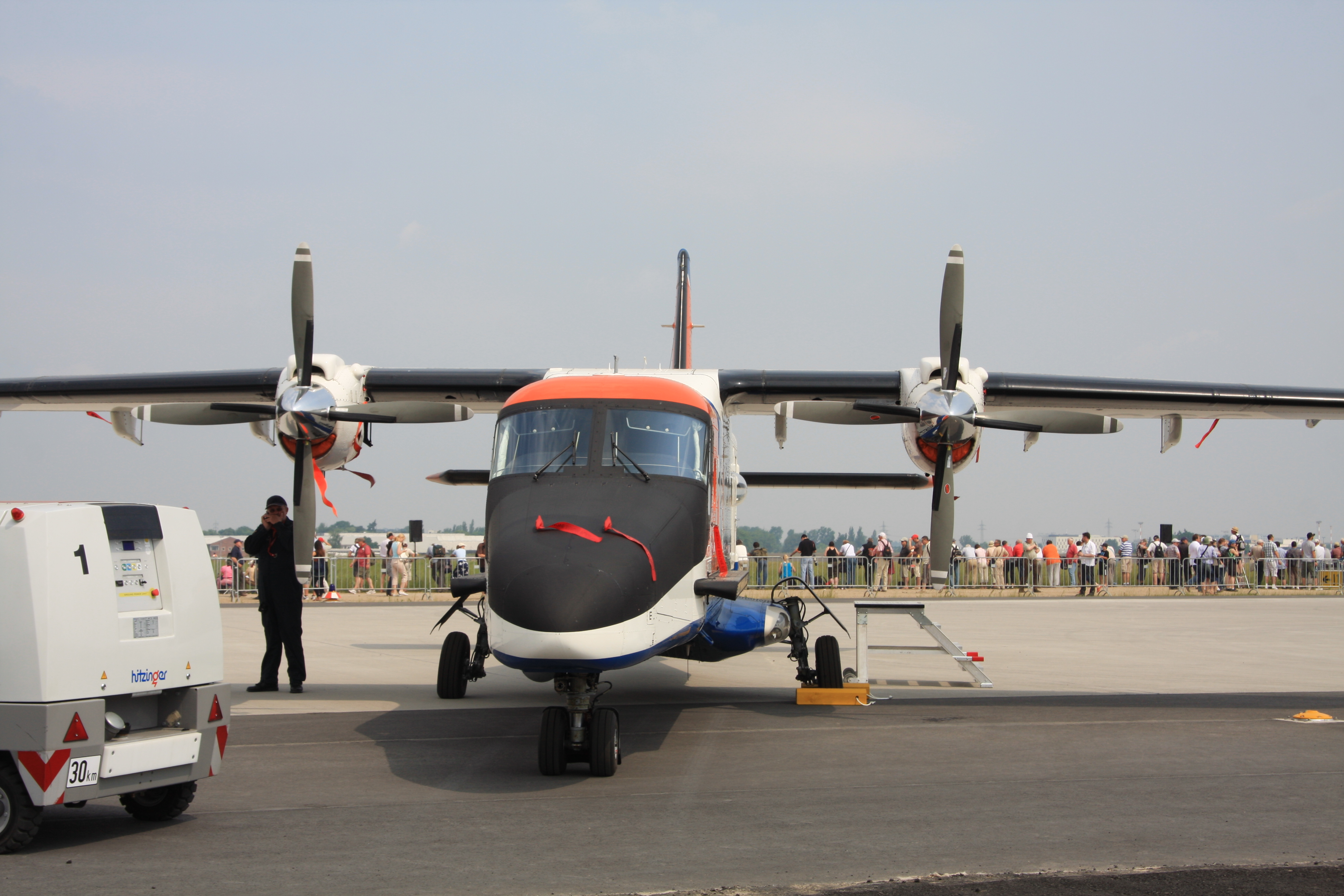
Dornier 228NG auf der ILA 2010
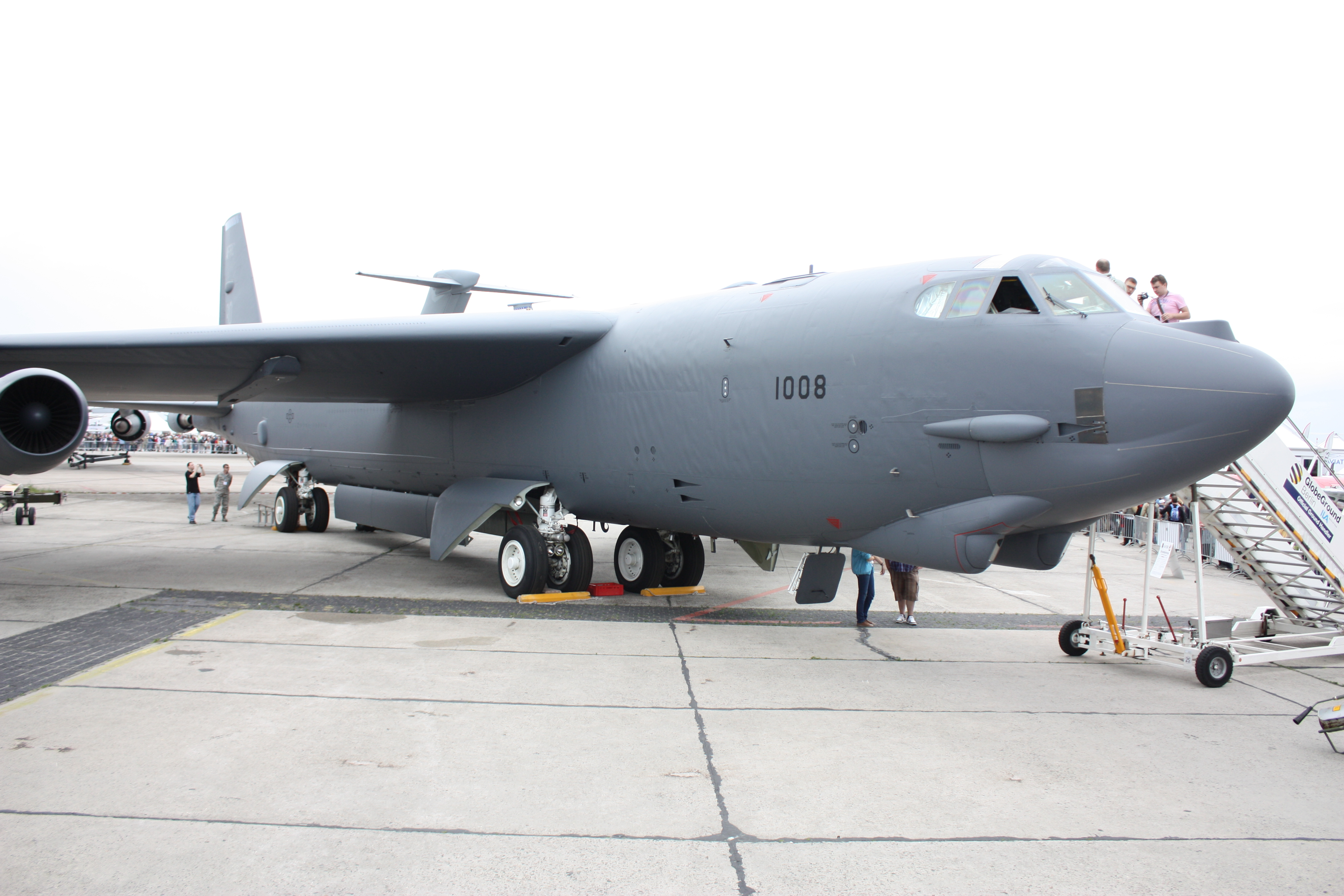
Boeing B-52 auf der ILA 2010

## Ausstellungsgelände ExpoCenter
Im Zuge des Umbaus des Flughafens Schönefeld zum Flughafen Berlin Brandenburg waren für die ILA nutzbare Flächen weggefallen. Der BDLI hatte daher nach Alternativstandorten für die ILA ab 2012 gesucht; beworben hatten sich neben Berlin die Flughäfen Hannover-Langenhagen, Köln/Bonn, Leipzig/Halle und Stuttgart sowie der Flugplatz Oberpfaffenhofen. Der BDLI entschied Anfang Juni 2010, die ILA auch nach 2010 am Standort Berlin-Brandenburg zu belassen und auf dem eigens dafür gebauten Berlin ExpoCenter Airport anzusiedeln.

### 2012

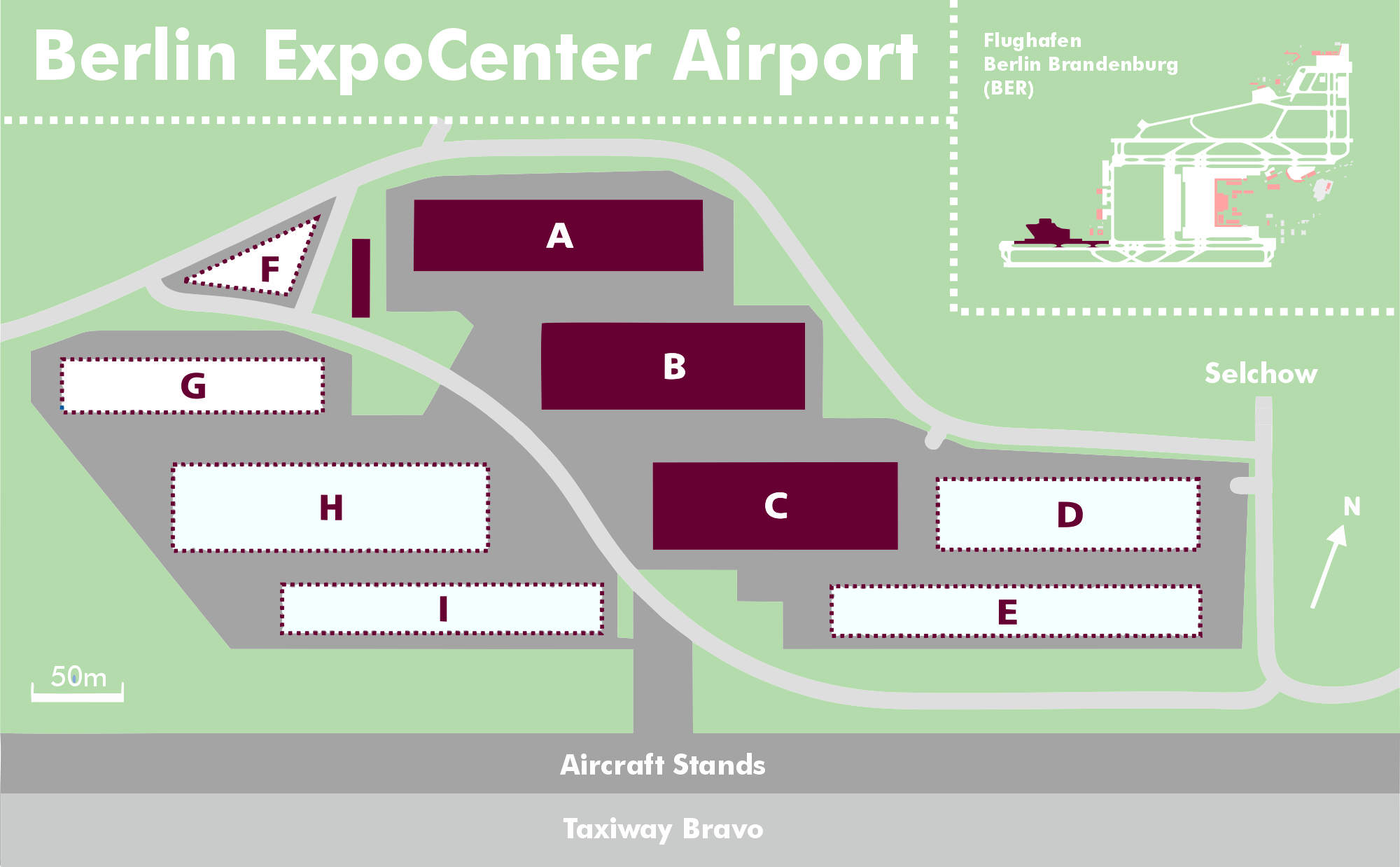
Lageplan des ILA-Geländes, 2012

Die ILA 2012 fand vom 11. bis 16. September 2012 statt. Wegen der ursprünglich für Juni des Jahres geplanten Eröffnung des Flughafens Berlin Brandenburg war die ILA um ein Vierteljahr verschoben worden. 1243 Aussteller, davon die Hälfte aus dem Ausland (insgesamt aus 46 Ländern), zeigten über 270 Flugzeuge und Hubschrauber. Gezeigt wurden u. a. die beiden größten Passagierflugzeuge der Welt, der Airbus A380 und die Boeing 747-8, der Militärtransporter Airbus A400M, das Transportflugzeug Airbus Beluga, der Flugschrauber Eurocopter X3 und das neue elektrische Leichtflugzeug Elektra One Solar. Am letzten Tag der ILA flog eine Boeing B-52 noch eine Platzrunde. Für die ILA wurde die neue Südbahn des Flughafens Berlin-Brandenburg erstmals in Betrieb genommen, die ausschließlich den Flugzeugen der Ausstellung zur Verfügung stand. Zum ersten Mal seit 1988 durfte eine militärische Verbandskunstflugstaffel ohne Einschränkungen ihr Programm in Deutschland vorführen. Dies war die türkische Nationalkunstflugstaffel Turkish Stars.
Es wurde ein Wettbewerb namens DLR SpaceBot Cup eröffnet, bei dem laut Erklärung des DLR typische Szenarien aus der Planetenerkundung zu bewältigen seien.

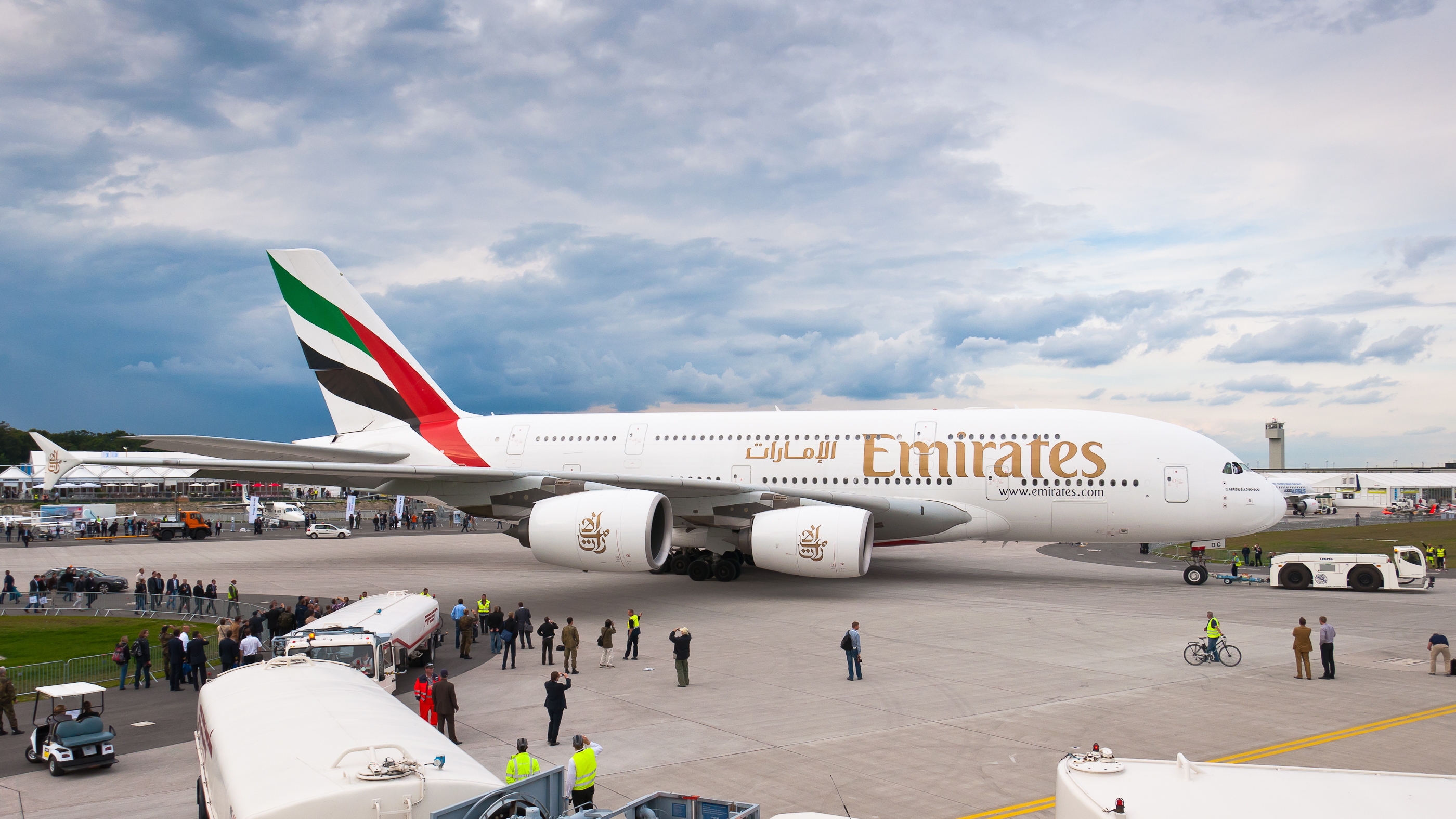
Airbus A380 von Emirates auf der ILA 2012
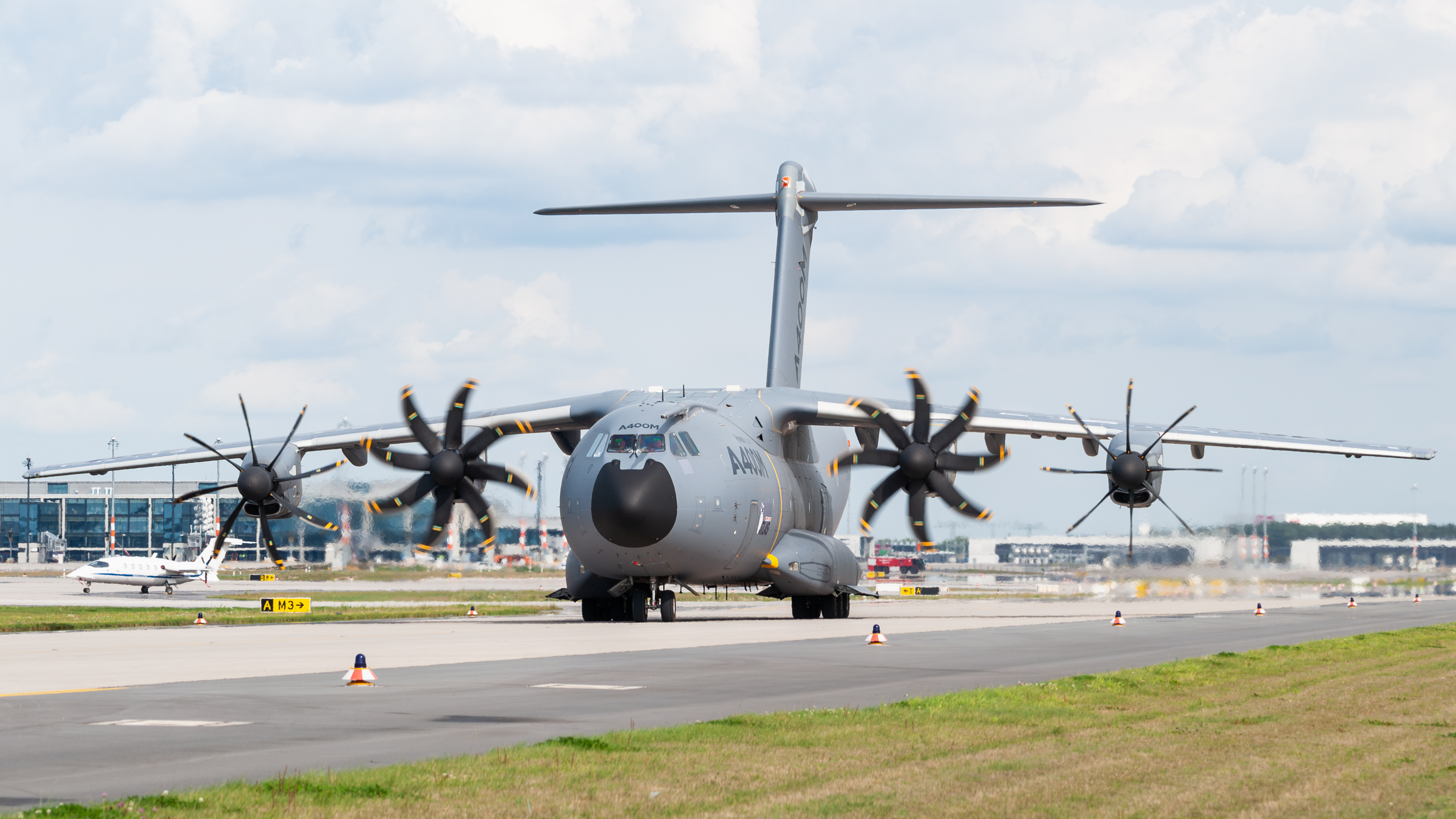
Airbus A400M nach der Flugvorführung
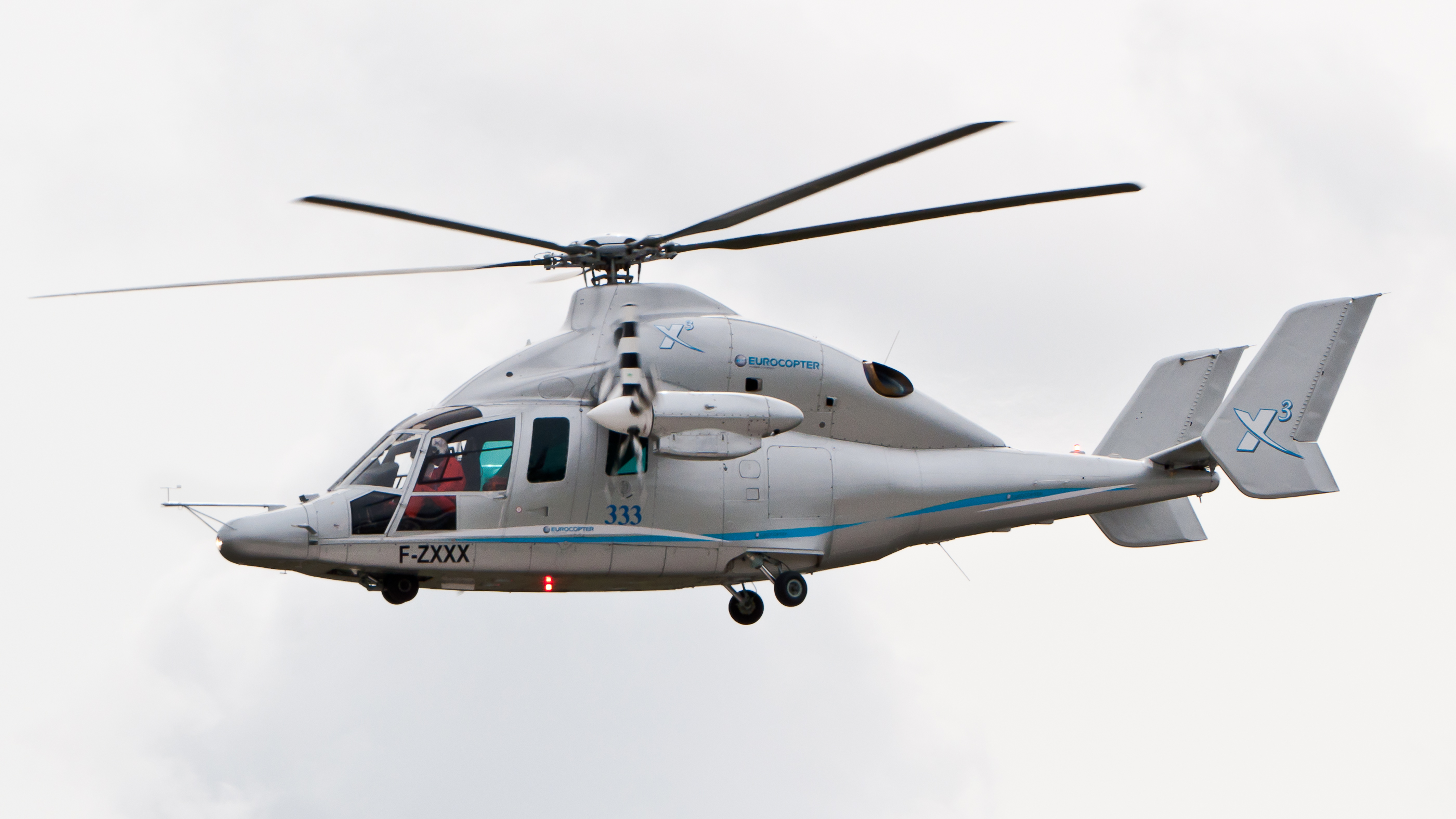
Eurocopter X3
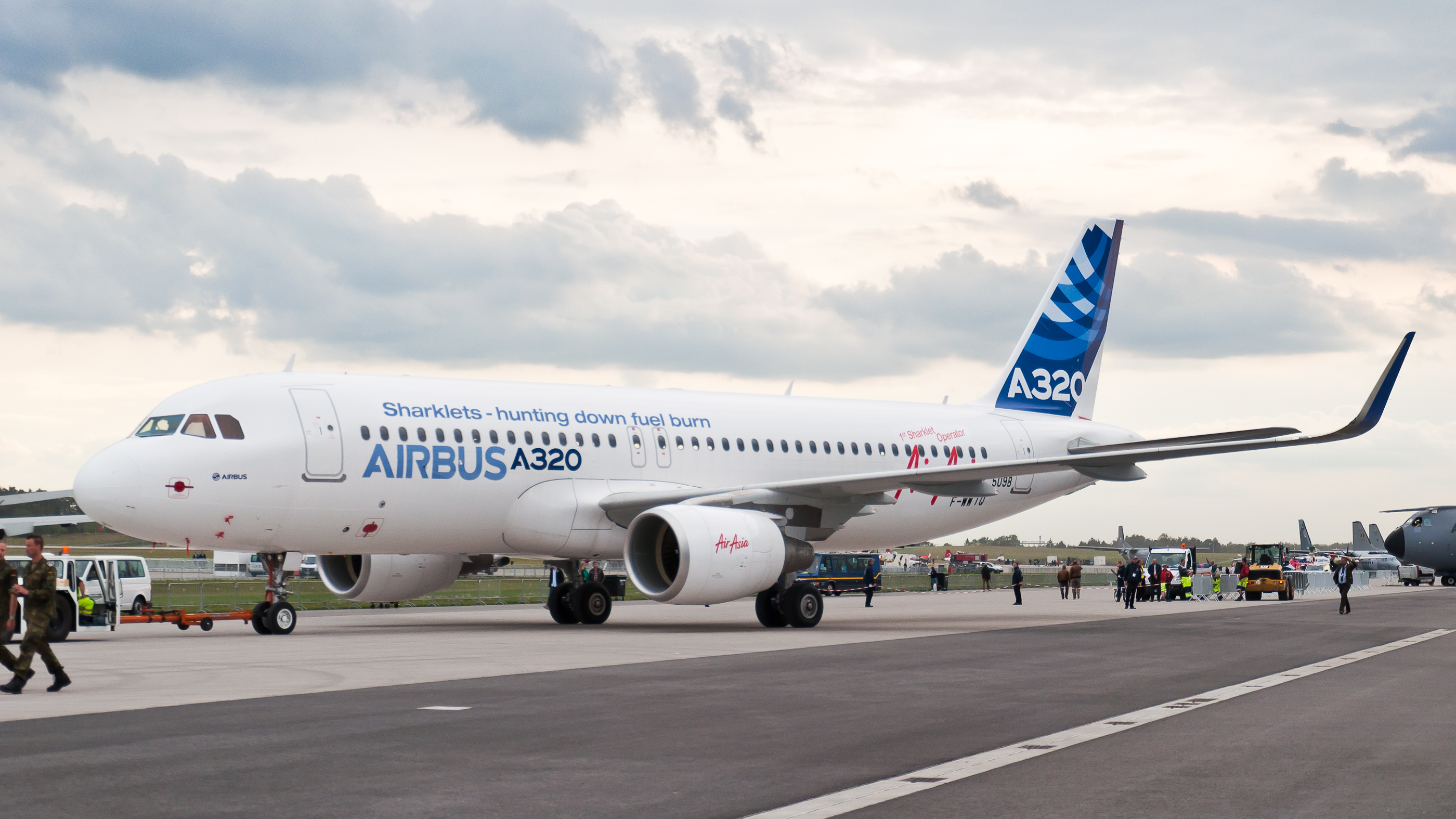
Airbus A320 mit Sharklets

### 2014
Die ILA 2014 fand vom 20. bis 25. Mai 2014 statt. Auf dem insgesamt 250.000 m² großen Ausstellungsgelände waren insgesamt 1203 Aussteller aus 40 Ländern vertreten. 270.000 Besucher frequentierten nach Angaben der Organisatoren die Veranstaltung, davon waren 120.000 Fachpublikum. Gezeigt wurden über 300 Fluggeräte. Die Großraumfluggeräte wurden durch eine An-124-100 der Volga-Dnepr Airlines, die 48. an Emirates ausgelieferte A380, die beide besichtigt werden konnten, sowie eine Boeing 747-8i der Lufthansa repräsentiert. Letztere wurde auf den Namen Niedersachsen getauft und nur an einem Tag dem ausgewählten Fachpublikum vorgestellt. Erstmals wurde der sich in der Erprobung befindliche 4. Prototyp des Verkehrsflugzeugs A350 XWB vorgeführt, allerdings nur dem Fachpublikum und nur am Eröffnungstag. Als Partnerland der ILA 2014 fungierte die Türkei, die mit zahlreichem militärischen Fluggerät, etwa dem Kampfhubschrauber T-129 sowie der Kunstflugstaffel der Luftstreitkräfte Solo Türk vertreten war. Weitere Kunstflugformationen waren das Breitling Jet Team und die Patrouille Suisse. Auch die Bundeswehr zeigte starke Präsenz und führte in der kombinierten Simulation Willfire 2014 verschiedenes militärisches Gerät in der Luft und am Boden vor. Die Luftstreitkräfte Tschechiens zeigten mehrere Flugzeuge und Hubschrauber fliegend, darunter die Kampfflugzeuge ALCA und Saab Gripen.

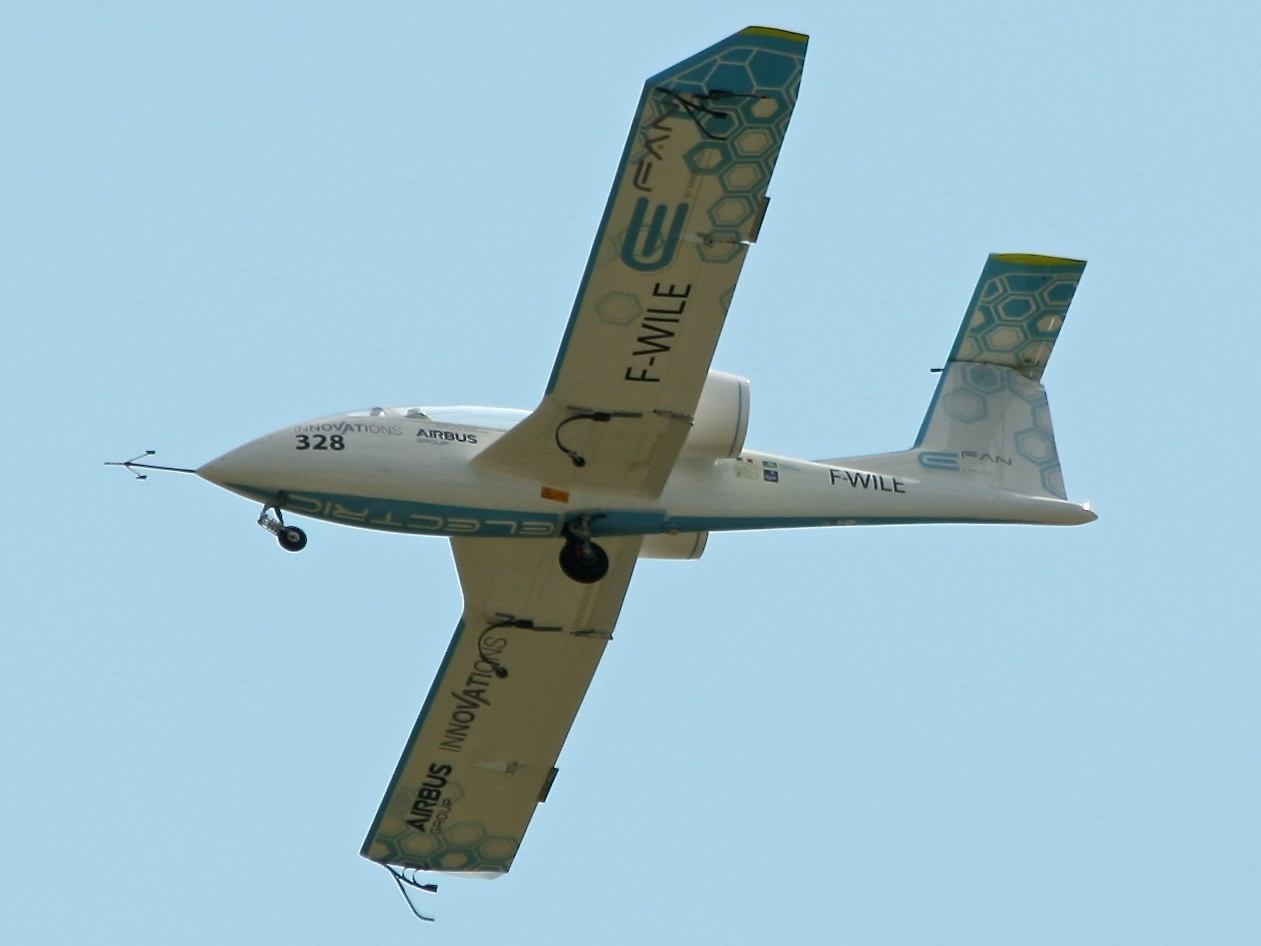
Airbus E-Fan
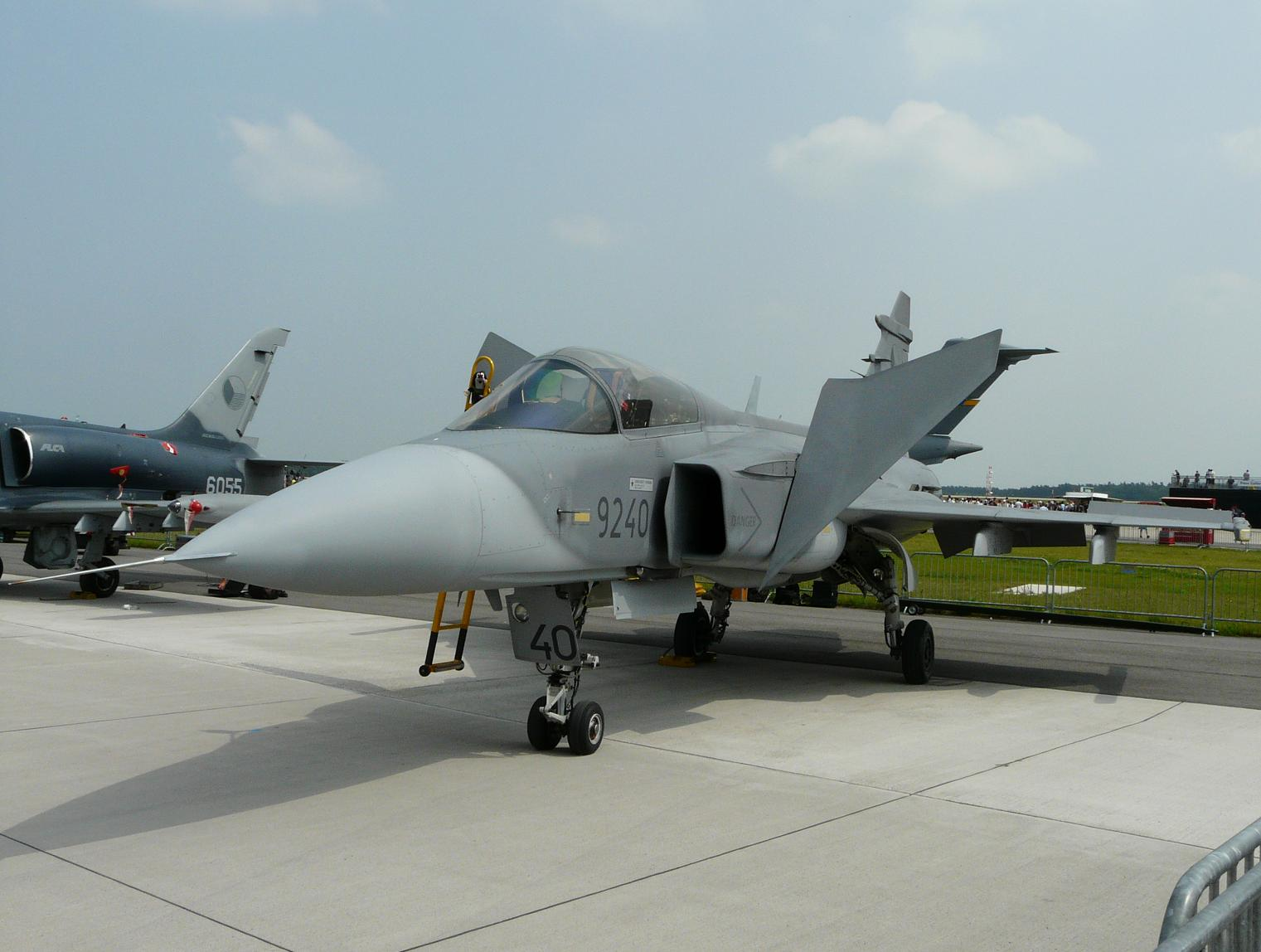
Tschechische Saab Gripen

### 2016
Die ILA 2016 fand mit verkürzter Laufzeit vom 1. bis 4. Juni 2016 statt, wobei die ersten beiden Tage dem Fachpublikum vorbehalten waren. Es wurden über 200 Fluggeräte gezeigt, darunter verschiedene militärische und zivile Drohnen, ein Airbus A400M im Zuge eines Demonstrationsfluges und die von der britischen Band Iron Maiden genutzte Boeing 747. Nach seiner Premiere in Paris 2015 wurde der ukrainische Transporter An-178 erstmals in Deutschland im Flug und am Boden präsentiert. Weiterhin wurde der neue Airbus A350XWB vorgeführt. Sein Debüt, allerdings nur am Boden, gab das in Zusammenarbeit mit Katar entwickelte deutsche Aufklärungsflugzeug Q01. Die Patrouille Suisse zeigte ein Kunstflugprogramm.

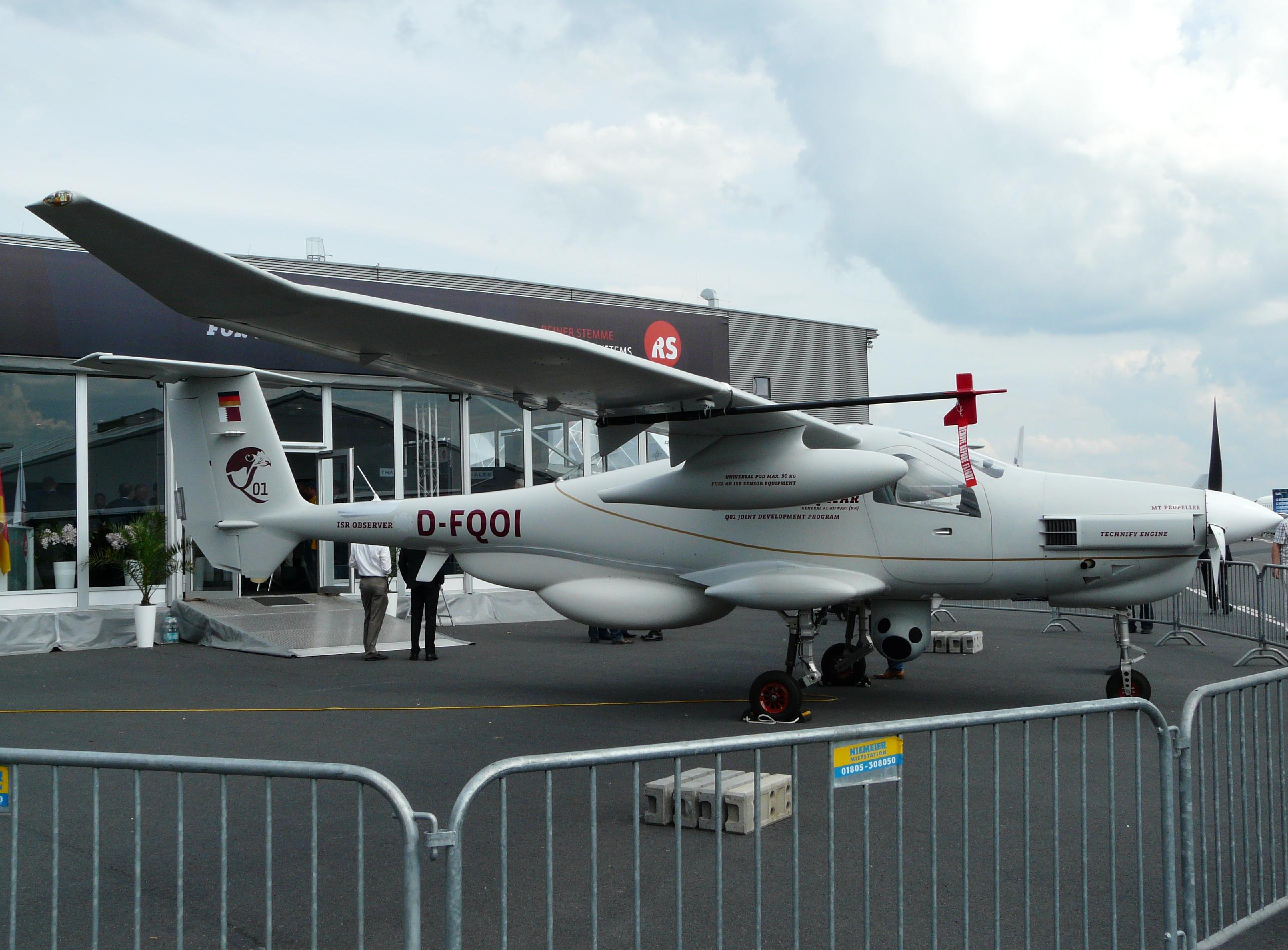
Premiere 2016: Q01
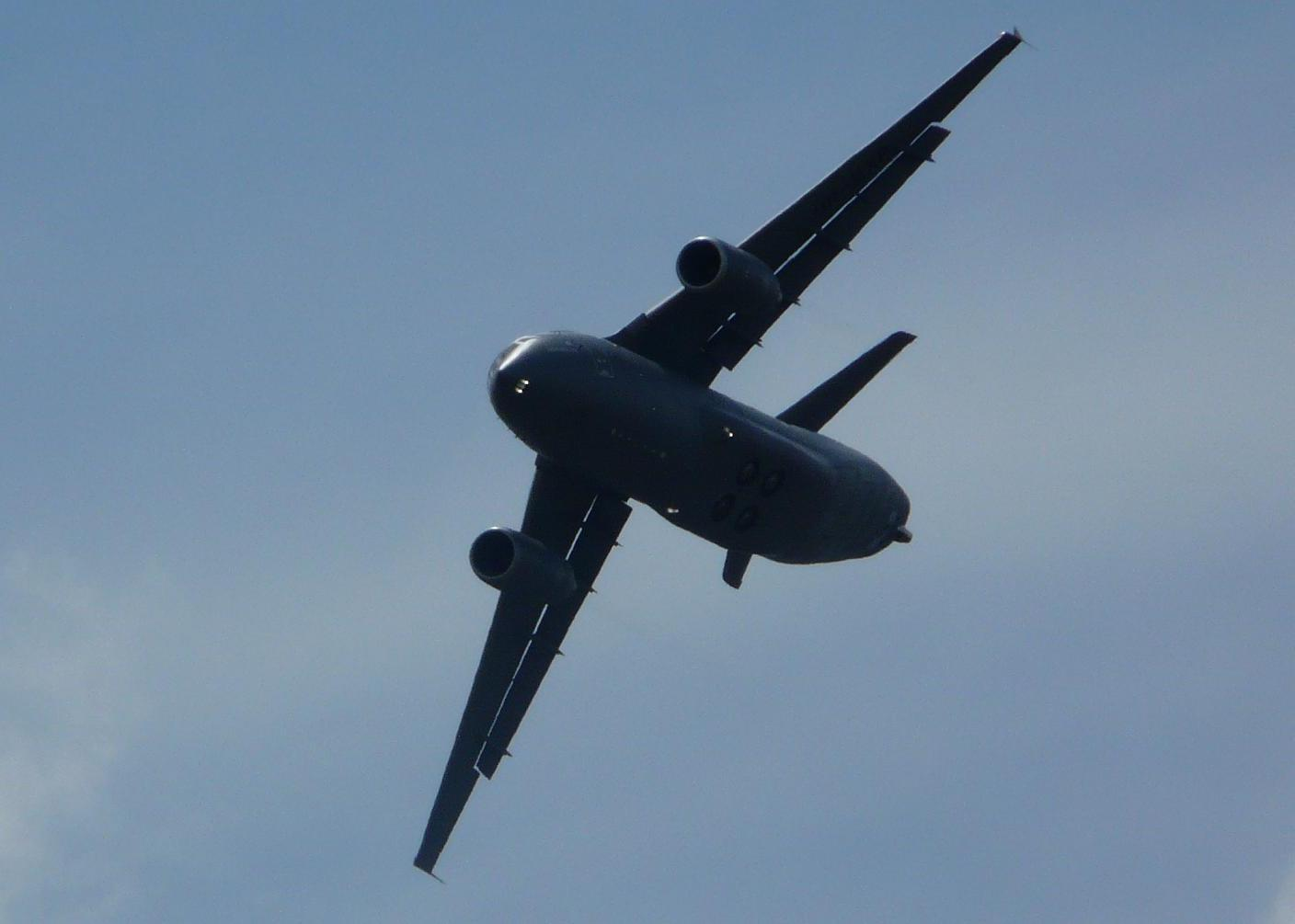
Deutschlanddebüt: An-178
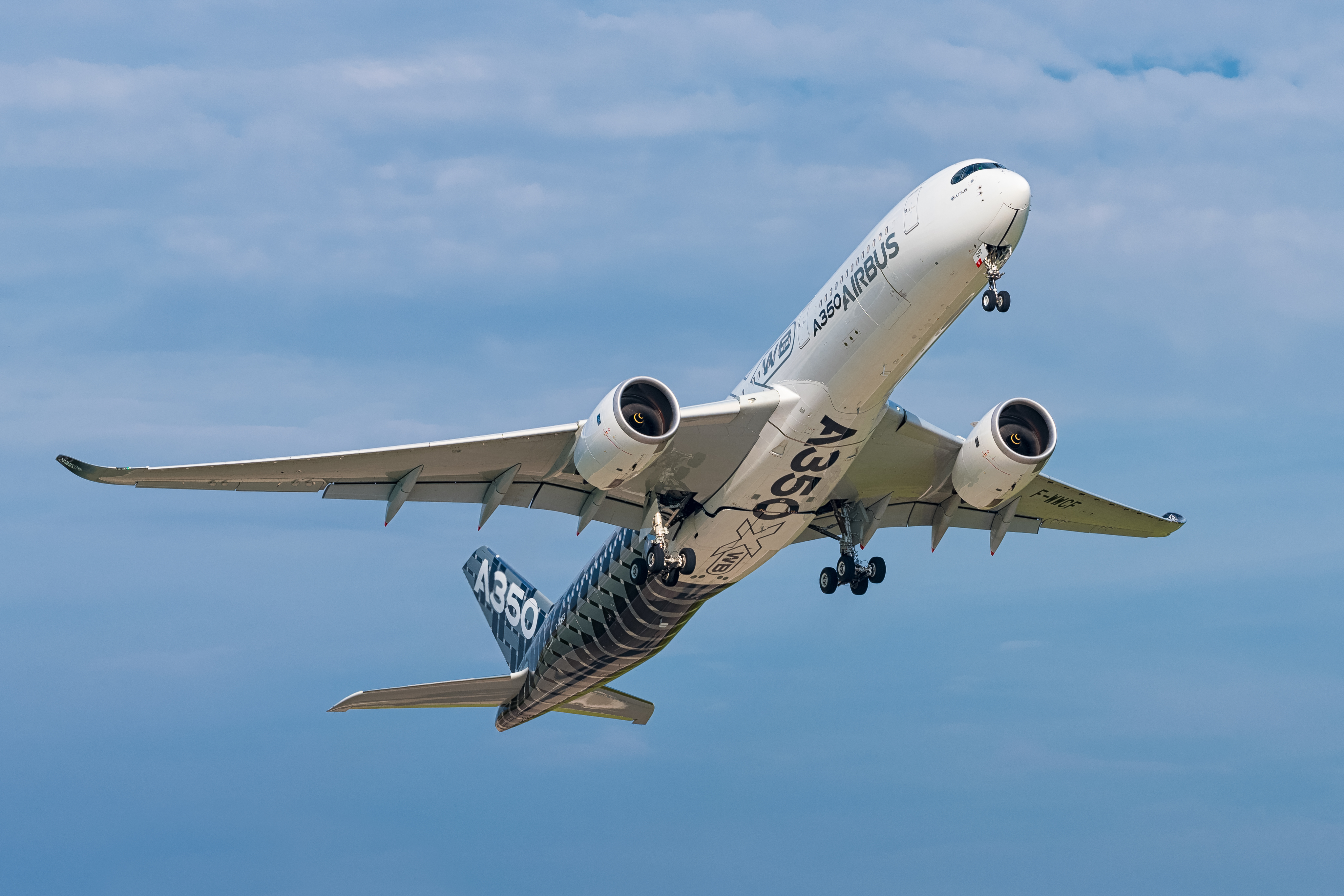
Airbus A350XWB
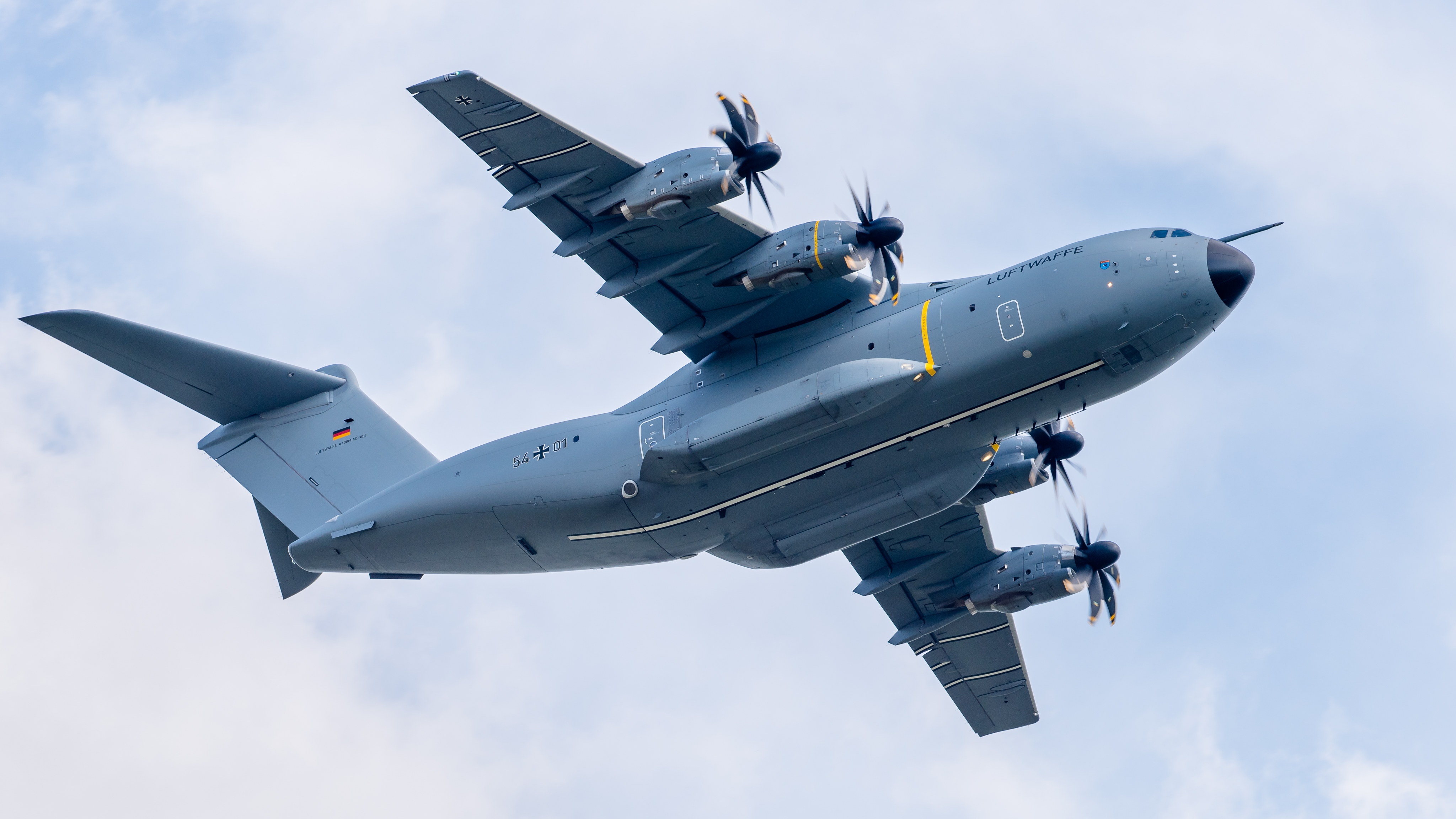
Airbus A400M der Luftwaffe
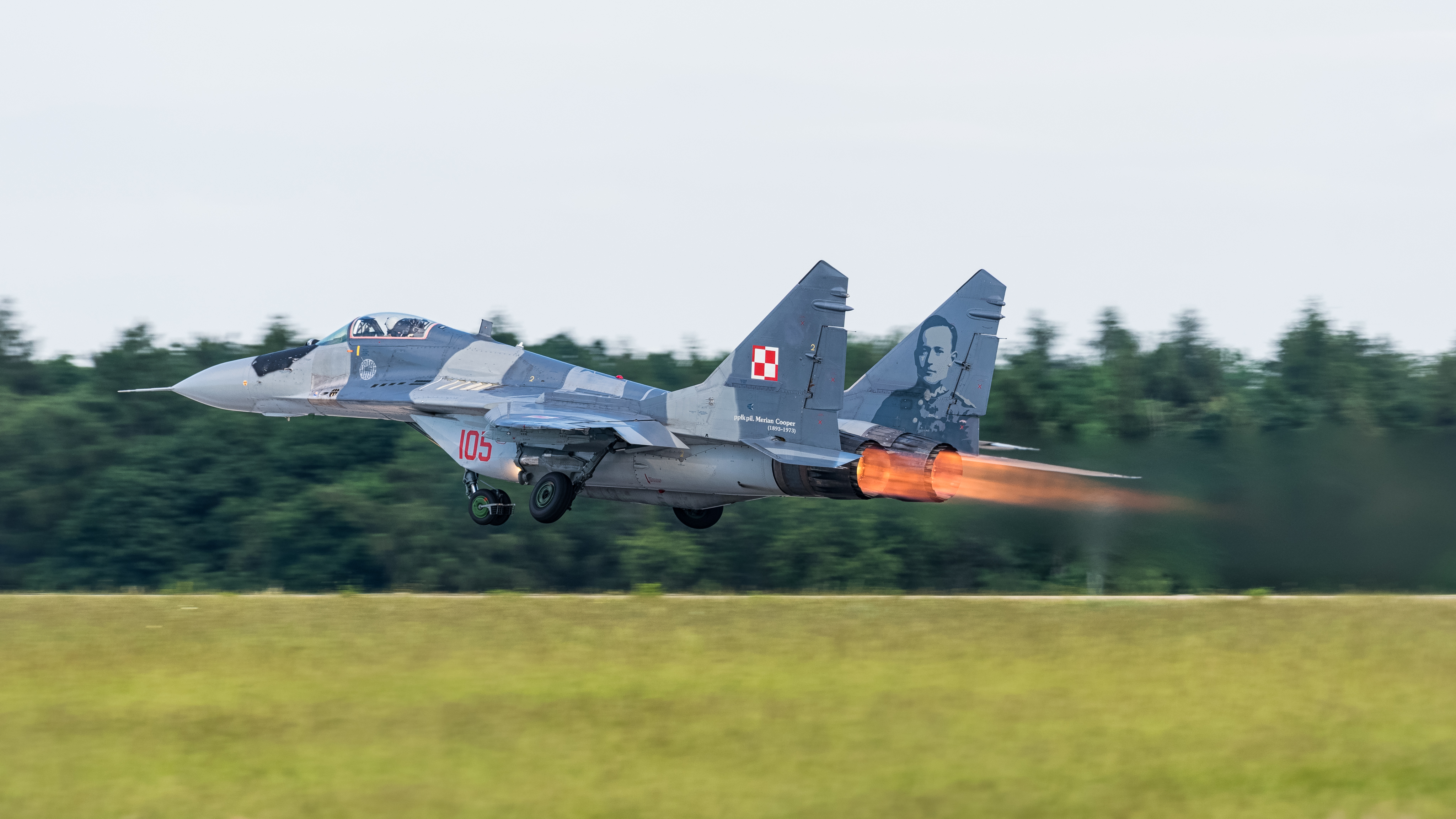
Merian C. Cooper gewidmete MiG-29A der Polnischen Luftstreitkräfte
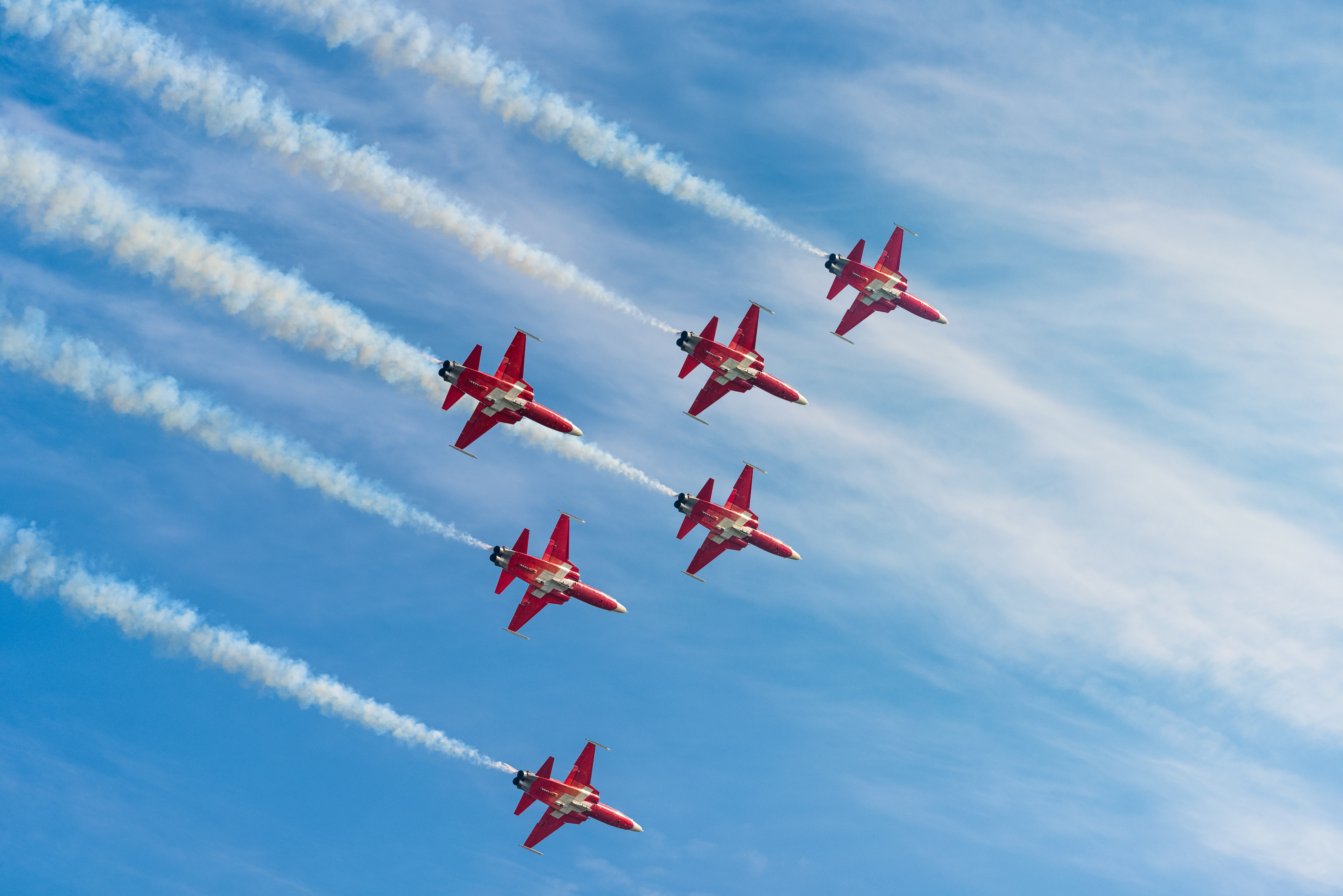
Formation der Patrouille Suisse

### 2018
Die ILA 2018 fand vom 25. bis 29. April 2018 statt, wobei die ersten drei Tage dem Fachpublikum vorbehalten waren. 180.000 Besucher wurden gezählt. Gezeigt wurden unter anderem Flüge der spanischen Kunstflugstaffel Patrulla Águila und einer Lockheed Martin F-35 sowie Vorführungen der Luftwaffe.
Zum ersten Mal war das größte Transportflugzeug der Welt, die Antonow An-225, während der ganzen Messe zu sehen. Weitere Neuheiten waren der aus Japan kommende Seefernaufklärer Kawasaki P-1 und eine für einen erhofften Großauftrag der Bundeswehr extra aus den USA eingeflogene Sikorsky CH-53K. Am Boden wurden unter anderem das Testflugzeug A340-300 BLADE, eine A300-600ST Beluga, A220 der Air Baltic, eine A380 von Emirates, das Kipprotorflugzeug Bell V-22 Osprey, eine Boeing C-17 und die erste Boeing 747-8 in den neuen Lufthansafarben präsentiert. Die Auflagen für das Flugprogramm wurden im Vergleich zu den Vorjahren etwas gelockert, so dass die Vorführungen in geringerer Höhe stattfinden konnten. Raritäten waren eine seit 2017 wieder flugfähige Il-2 Schturmowik aus Russland sowie die einzige erhaltene Bücker Bü 180. Die Flying Bulls zeigten ebenso wie das Kunstflugteam Patrulla Águila ein Flugprogramm.

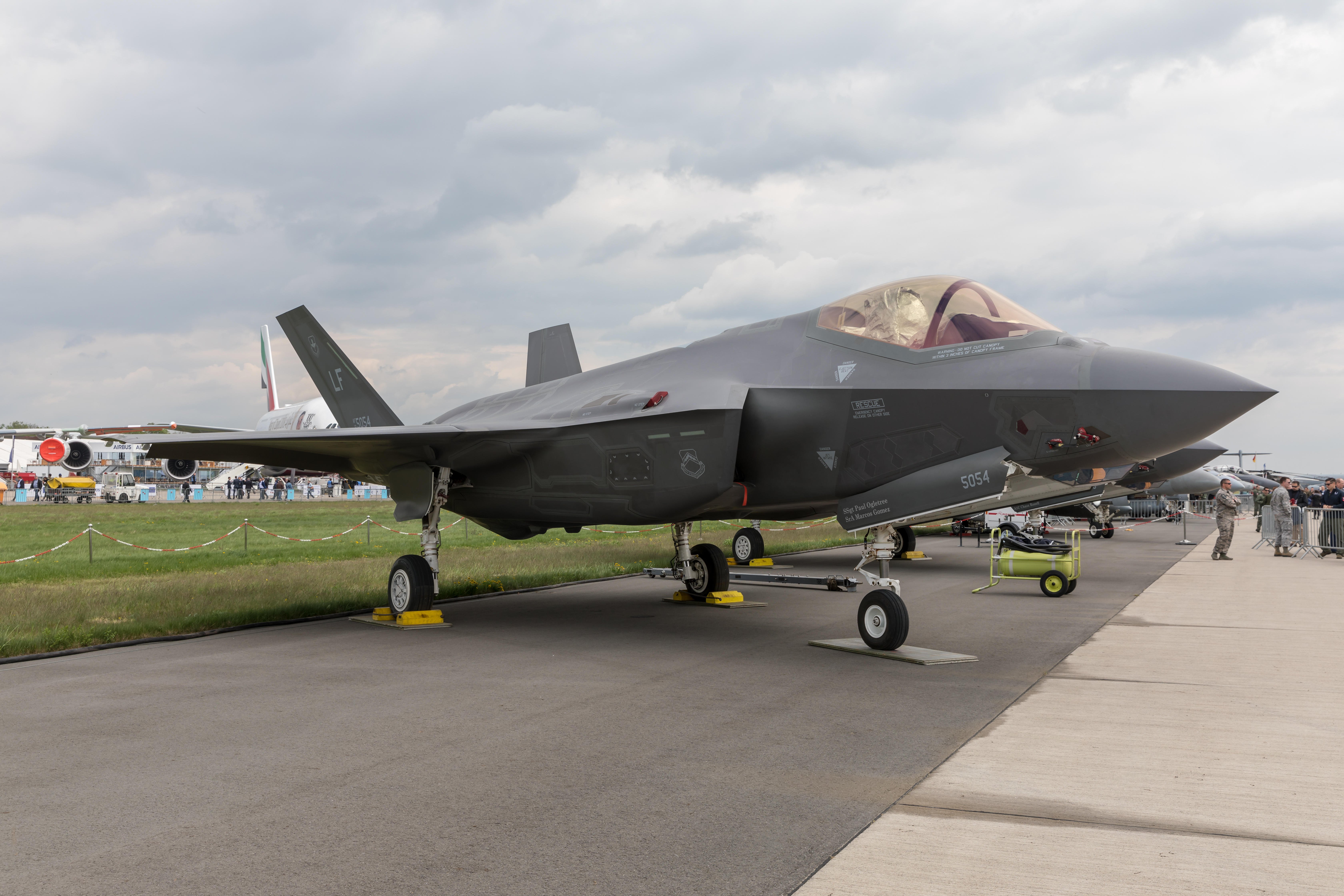
Lockheed Martin F-35
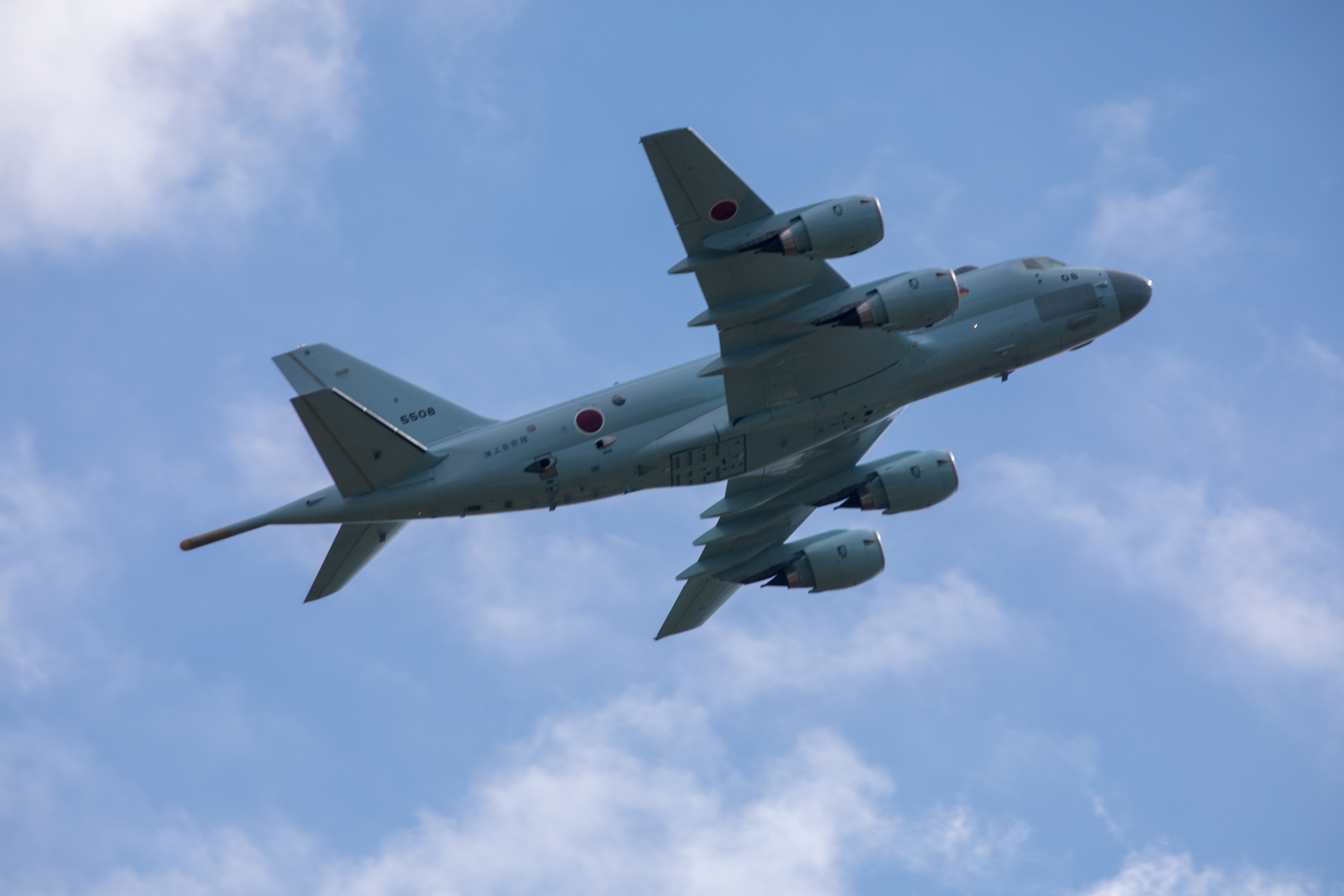
Kawasaki P-1
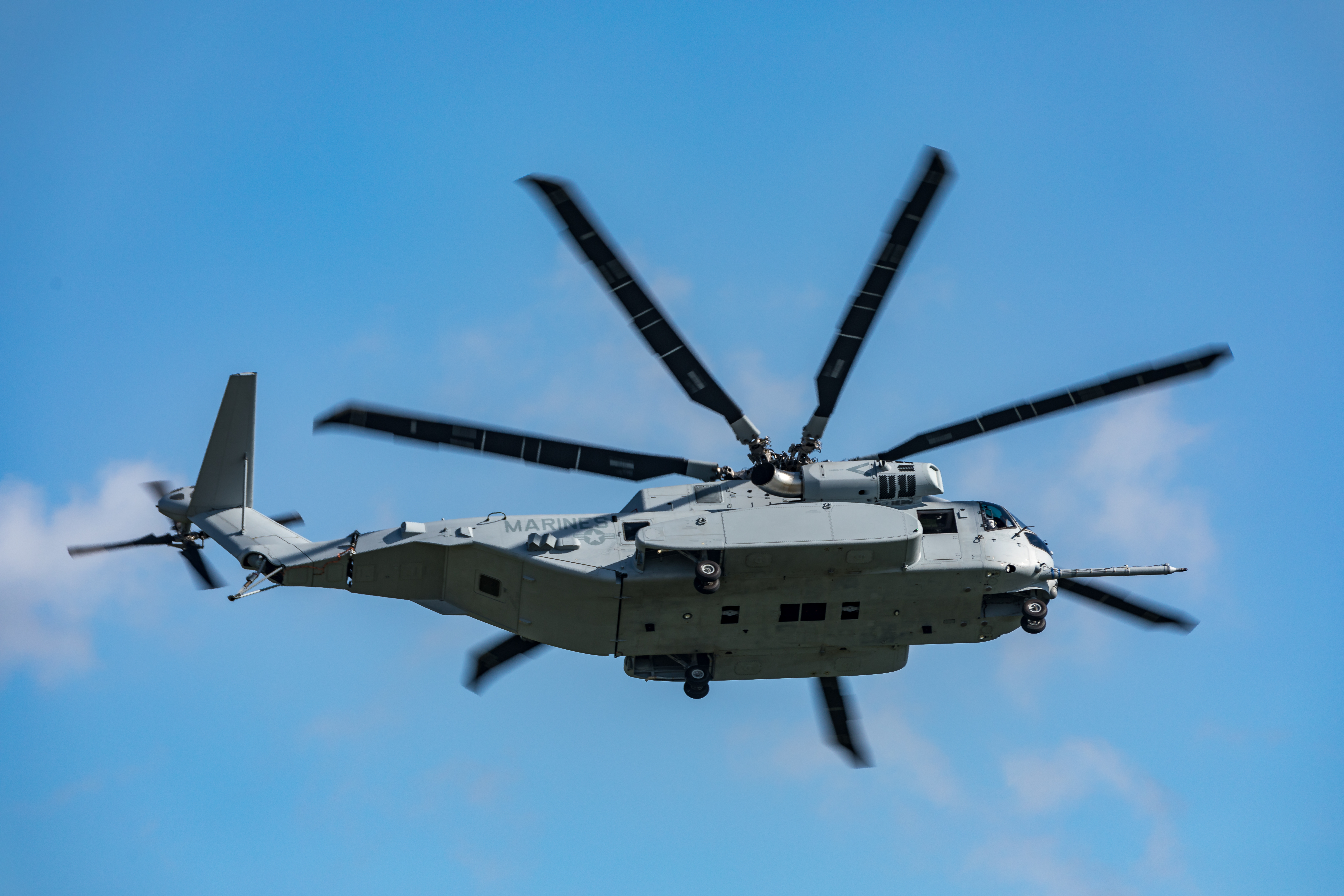
Sikorsky CH-53K
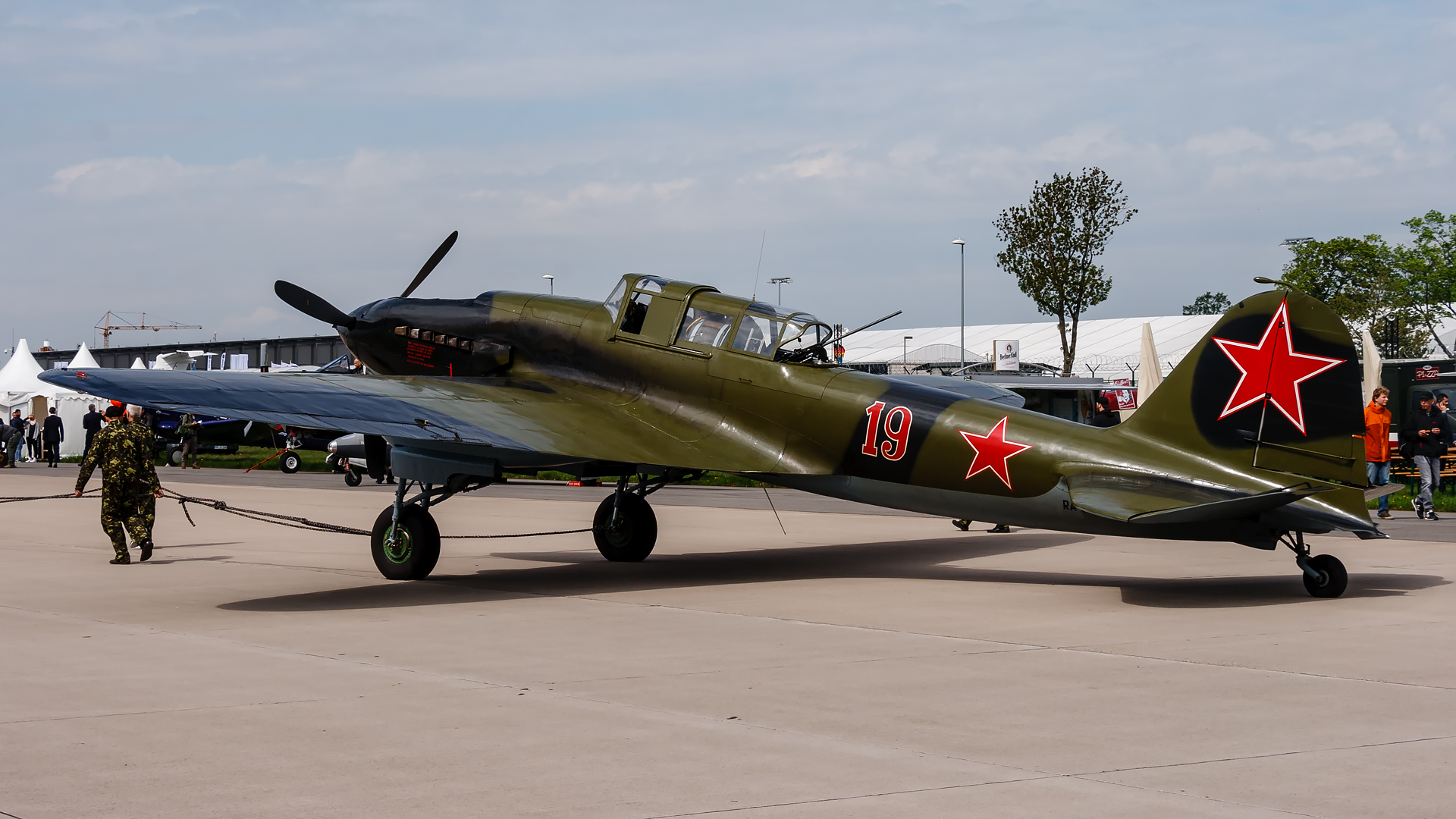
Iljuschin Il-2
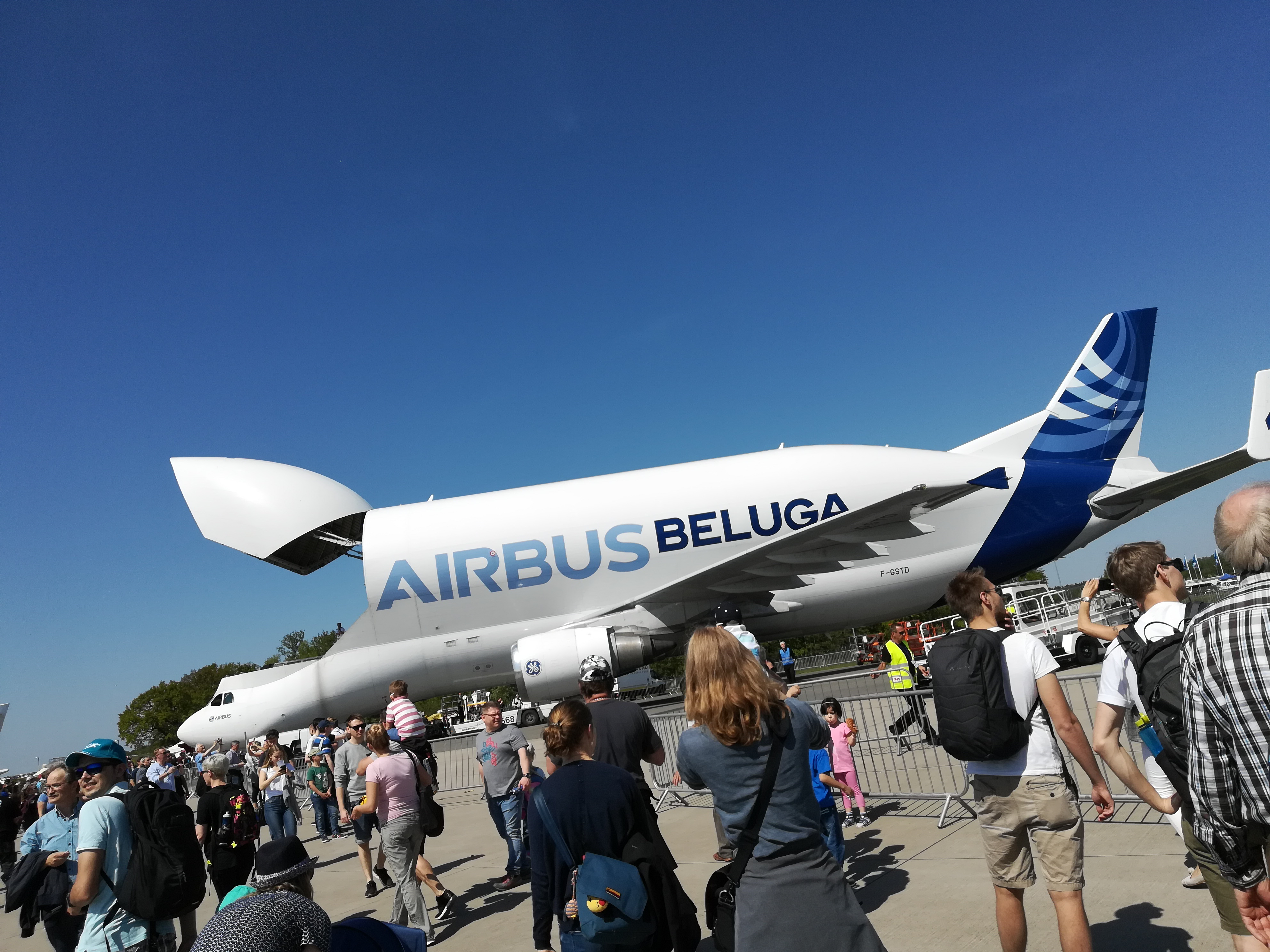
Airbus Beluga (A 300B4-600ST)

### 2020
Wegen der COVID-19-Pandemie und der damit einhergehenden Risiken und Kontaktbeschränkungen wurde die ILA 2020 als Präsenzveranstaltung abgesagt. Statt der Messe auf dem Berliner Ausstellungsgelände ExpoCenter, wurde vom 13. Mai bis zum 31. Juli 2020 unter dem Slogan „ILA Goes Digital“ eine Online-Veranstaltung abgehalten. Nach Betreiberangaben nahmen 120 Aussteller und 30.000 Besucher daran teil.

### 2022
Das „Comeback“ feierte die ILA im Jahr 2022, als die Messe als erste Zusammenkunft der Luft- und Raumfahrtindustrie in Europa nach der durch die COVID-19-Pandemiemaßnahmen bedingten Pause unter Hygieneschutzmaßnahmen wieder stattfinden konnte. Durchgeführt wurde sie stark eingeschränkt. Die Ausstellungsfläche war von 250.000 m² auf 150.000 m² verkleinert worden und die Zahl der Besucher wurde pro Tag auf 10.000 limitiert. Die Ausstellungshallen wurden von sechs auf fünf reduziert. Karten mussten ausschließlich online vorbestellt werden, eine Tageskasse vor Ort gab es nicht. Im Zeitraum vom 22. bis zum 26. Juni besuchten die Messe 72.458 Besucher (2018: 180.000), 804 Journalisten und 550 Aussteller aus 77 Ländern. Die ILA war während der ersten drei Tage traditionell nur für Fachbesucher zugänglich. Für die Öffentlichkeit wurde die Ausstellung am darauffolgenden Wochenende geöffnet, allerdings statt wie bisher für drei Tage nur am Samstag und Sonntag. Die Messe wurde von einem Programm auf den thematisch ausgerichteten ILA-Bühnen sowie von einem stark eingeschränktem Flugprogramm begleitet. 60 Luftfahrzeuge wurden präsentiert (2018: 200), davon an den Fachbesuchertagen lediglich drei in der Luft, die zudem allesamt militärisch waren (A400M, Eurofighter und CH-47). Vorführungen von Kunstflugstaffeln und Flugzeugen mit Kolbenmotoren wurden mit der Begründung der Nachhaltigkeit ersatzlos gestrichen. „Alles was spritzt und stottert, Lärm oder Qualm macht, passt nicht mehr zur ILA, so wie wir sie ausrichten.“, so die zuständige Abteilungsleiterin beim Bundesverband der Deutschen Luft- und Raumfahrtindustrie, Mirja Schüller. Zu den Segmenten der ILA 2022 zählten die Themenbereiche Aviation, Space, Defence & Support, Supplier und Advanced Air Mobility.
Veranstaltungsort war der ExpoCenter Airport. Unter den Ausstellungsstücken befanden sich Militärflugzeuge wie der Eurofighter Typhoon, der Airbus A400M oder die F-15 Eagle. Zu sehen war auch die F-35 Lightning II, ein Mehrzweckkampfflugzeug der fünften Generation. Zu den Segmenten der ILA 2022 zählten die Themenbereiche Aviation, Space, Defence & Support, Supplier und Advanced Air Mobility. Die Besucher konnten sich durch ein neues Konzept auf fünf ILA-Bühnen zu den verschiedenen Themenbereichen informieren. Die ILA-Bühnen boten dabei über 360 Referenten den nötigen Platz, um in Expertengesprächen, Podiumsdiskussionen, Debatten und Science Slams über die Zukunftstrends der Luft- und Raumfahrtindustrie zu diskutieren. Dabei interessierte sich das Fachpublikum vor allem für die Bereiche neue Mobilität und Sicherheit. Ein gesonderter Konferenzbereich wie bisher wurde nicht zur Verfügung gestellt. Seit dem Jahr 2018 ist unter dem Namen „Airborne in Europe“ die Europäische Kommission strategischer Partner der ILA, dementsprechend waren auch 2022 viele europäische Projekte unter den Ausstellern zu finden. Das große Interesse an der wieder stattfindenden Messe spiegelte sich auch in der starken Präsenz deutscher Regierungsvertreter wider. So eröffnete Bundeskanzler Olaf Scholz die Messe mit den Worten: „Wer wissen will, wie die Zukunft des Fliegens ganz konkret aussehen wird, ist hier auf der ILA goldrichtig“.

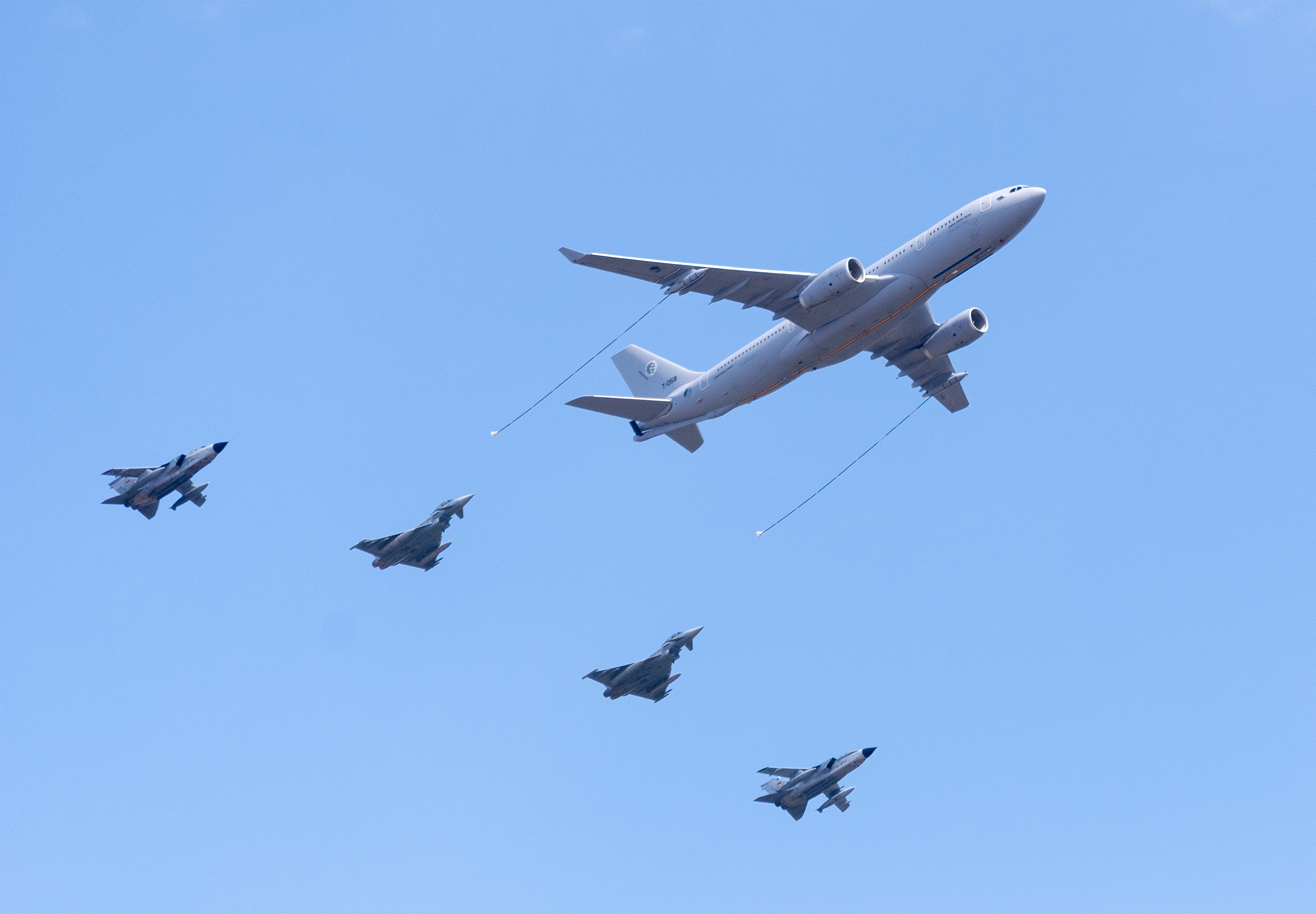
EATC A330 MRTT in Betankungsformation
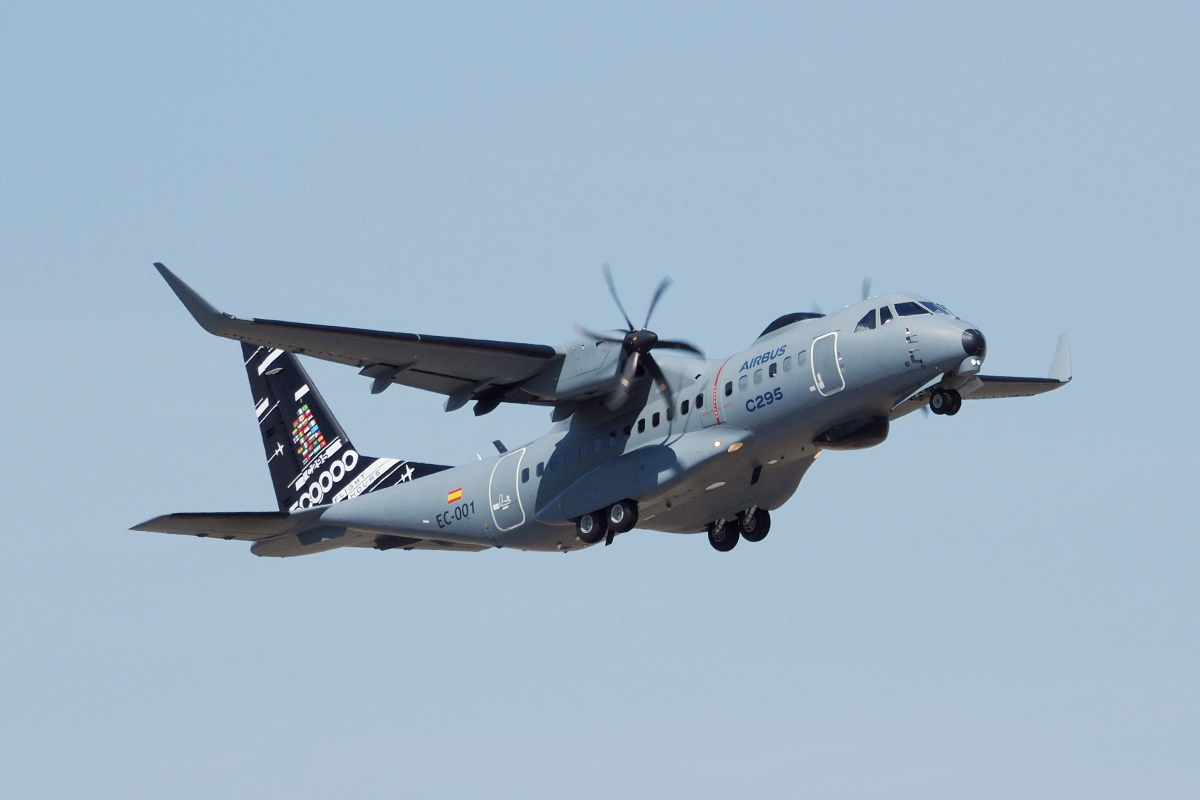
Spanischer Airbus C-295
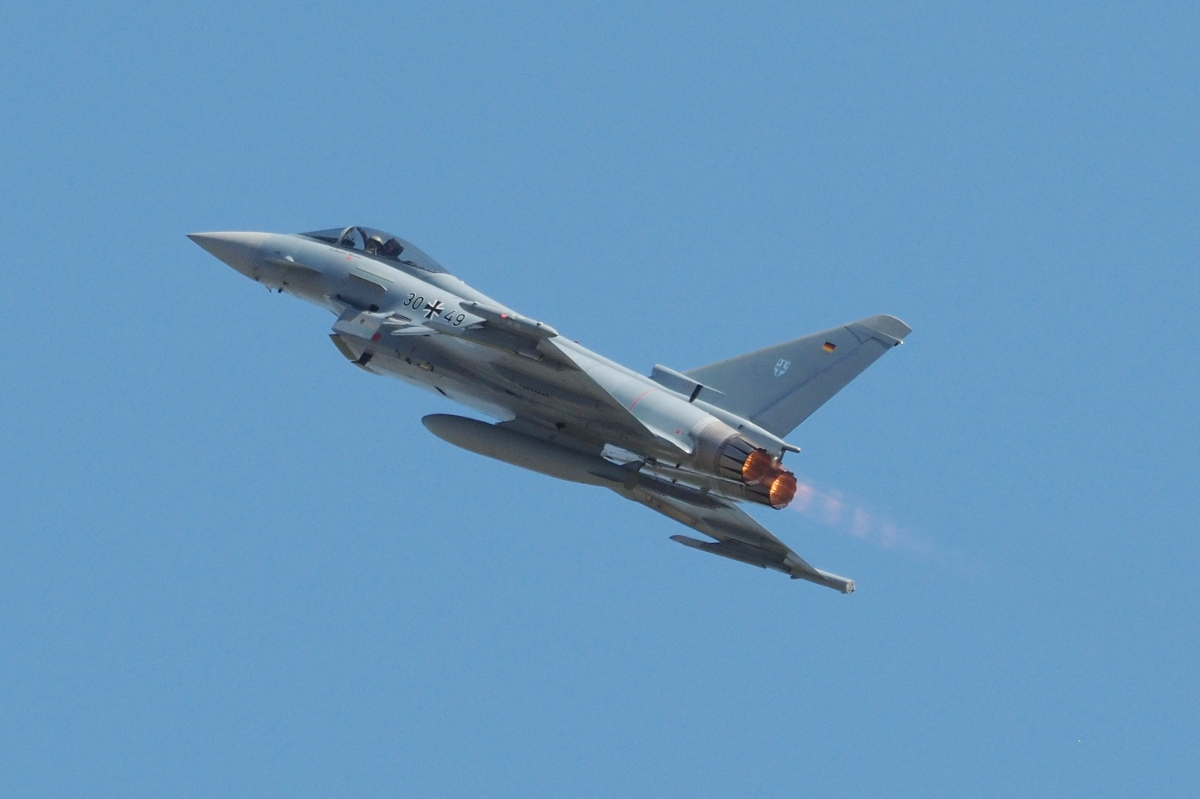
Deutscher Eurofighter Typhoon
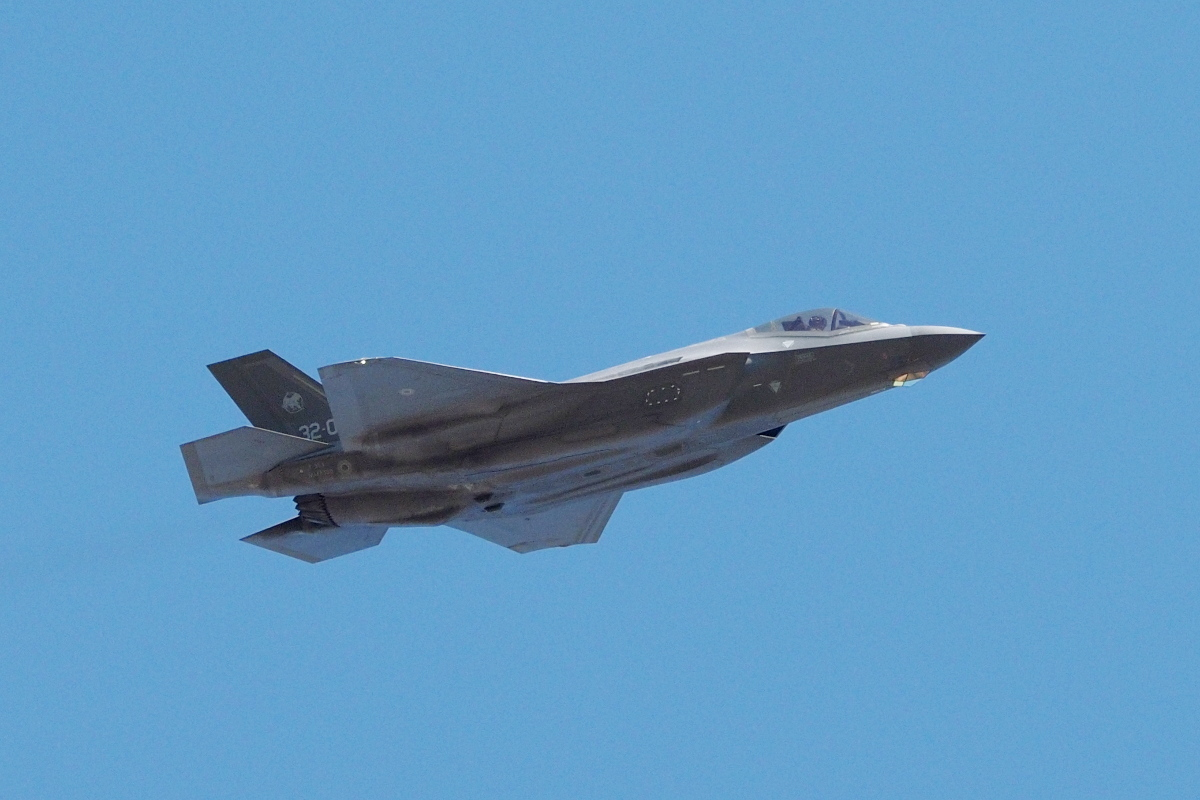
Italienische F-35A
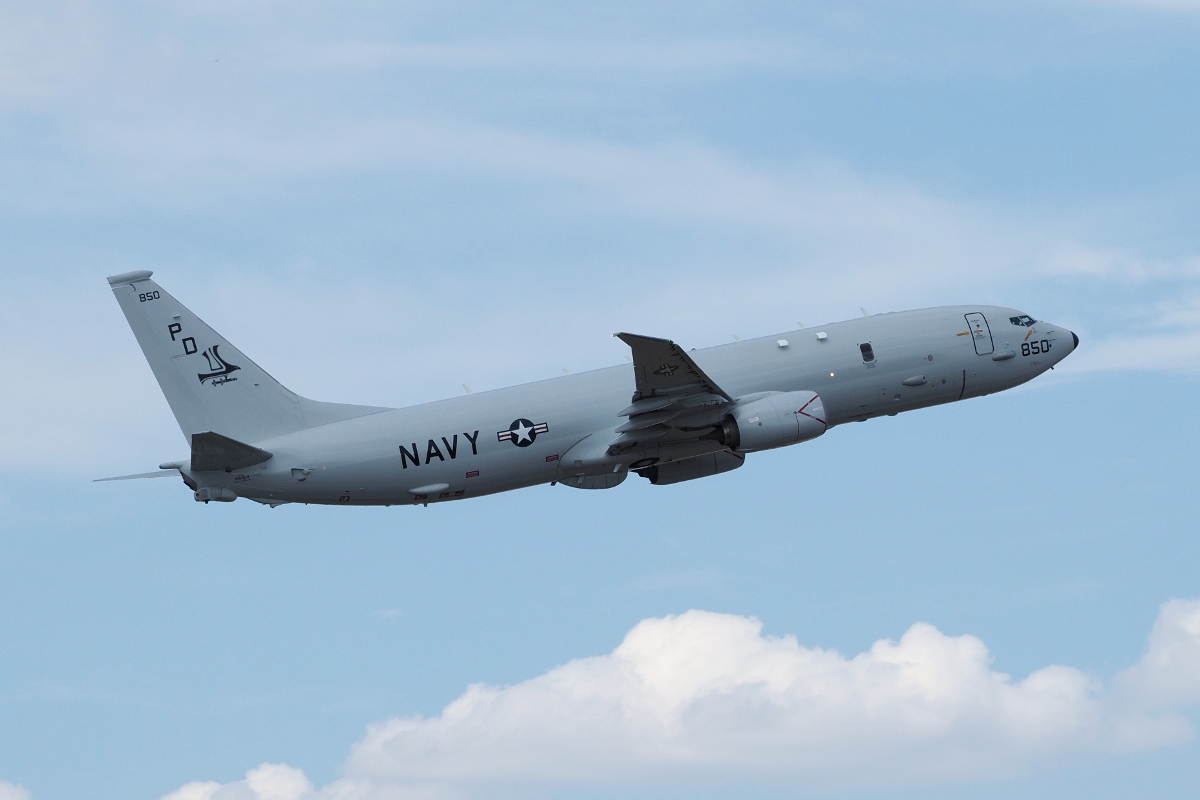
Navy Poseidon

### 2024
Pioneering Aerospace war das Motto der vom 5. bis 9. Juni 2024 ausgetragenen ILA 2024. Ein besonderer Schwerpunkt lag auf den Themen klimaneutrales Fliegen und Energiewende am Himmel, Sicherheit und Souveränität und der Nutzen der Raumfahrt für die Menschheit. Mit den Bereichen Aviation, Space, Defence & Security und Supplier nahm die ILA 2024 die gesamte Wertschöpfungskette der Branche in den Blick.

### 2026
Die ILA 2026 ist vom 10. bis 14. Juni 2026 geplant.